# Guilligomarc'h
Guilligomarc'h ([giligomaʁ]) est une commune du département du Finistère, dans la région Bretagne, en France.

## Toponymie
Guele Coumarho au XIVe puis Guelegomarch au XVIe siècle[réf. souhaitée].
Le nom de la commune est d'origine bretonne. Son nom, en breton, est Gwelegouarc'h, prononcé ɟeleˈgwaχ. Il associe les termes gwele (clan) et Comarc'h. Comarc'h est une évolution du prénom Conmarc'h ou Cynfarch en gallois et signifie « le guerrier à cheval »[réf. souhaitée].

## Géographie

### Localisation
Guilligomarc'h est une petite commune rurale appartenant historiquement au Broërec et d'un point de vue administratif à la communauté d'agglomération de Quimperlé Communauté. La commune est située dans le sud-est du département du Finistère et limitrophe de celui du Morbihan.

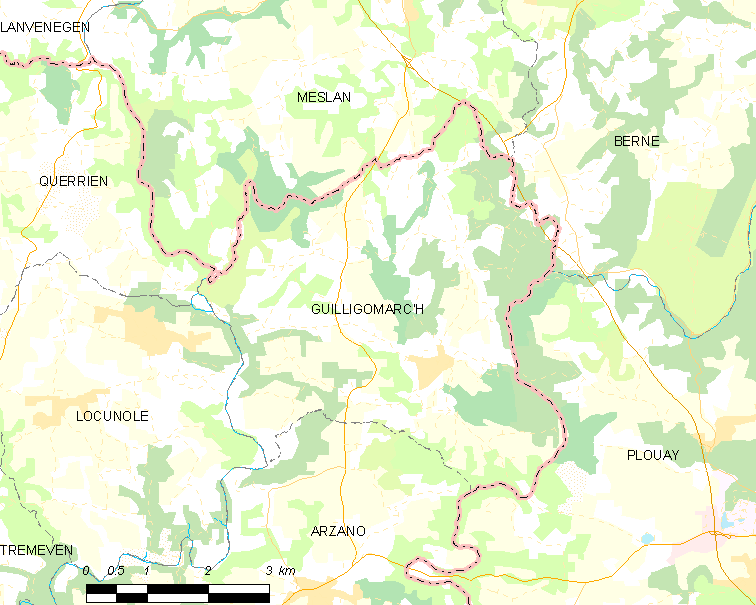
Carte de la commune de Guilligomarc'h.

| - Carte de Guilligomarc'h et des communes voisines. |

|          | Meslan         |               |
| Locunolé | Guilligomarc'h | Berné, Plouay |
|          | Arzano         |               |

### Relief
La commune présente d'importants dénivelés. L'Ellé et le Scorff ont en effet profondément entaillés le plateau armoricain et coulent au fond de vallées fortement encaissées, ce qui entraîne pour Guilligomarc'h un important enclavement. Le territoire communal s'étage de fait entre 22 m (fond de la vallée de l'Ellé à son point le plus bas) et 148 m (village de Bontul), et les terrains en forte pente sont occupés par des bois et forêts (Torrod, Ty Meur, etc..). Le site des Roches du Diable, situé à la frontière des communes de Locunolé et de Guilligomarc'h, est particulièrement spectaculaire. La rivière Ellé s'y faufile au milieu d'énormes rochers de granite, formant des éboulis, qui ont été polis par l'érosion.
Au sud-est, la butte du Torrod, boisée, forme un des principaux reliefs de la commune, atteignant 130 mètres d'altitude.
Le sous-sol de la commune est de constitution granitique. L'abondance de cette roche dans le sous-sol explique pourquoi un grand nombre d'édifices de la commune sont construits avec ce matériau.
| - Carte topographique de la commune de Guilligomarc'h. |

### Géologie
Un permis de recherche exclusif, dit « permis de Guilligomarch nord-est » fut accordé en octobre 1958 à la "Société minière d'études et de recherches" « pour la recherche de minerais d'uranium, autres matériaux radioactifs et substances connexes ».
La grande carrière de Kervinel, située à l'est du bourg et à l'ouest de la vallée du Scorff, exploite le granite et la mylonite. Son extension a soulevé des contestations en 2011 et la constitution d'une association "Non à la carrière", mais le conseil municipal de Guilligomarc'h a accepté en novembre 2011 à une voix de majorité la prolongation de l'activité de la carrière pour 30 années supplémentaires.

### Paysages et habitat
Le paysage bocager est caractéristique de la commune, qui comptait encore, en 2002, 15 exploitations agricoles.
Le bourg est resté d'importance très modeste : situé dans un site boisé et vallonné. L'agglomération est née autour de l´église, au croisement de plusieurs routes anciennes liant Guilligomarc'h à Meslan au nord, à Locunolé à l´ouest, à Plouay au sud-est, à Arzano au sud-ouest et à Pont-Scorff au sud. La partie orientale du bourg s'est densifiée à partir de 1890 par la construction de l´école communale. Distant du centre bourg, le secteur de Kergroas s'est mis en place à la fin du XIXe siècle à la suite de l'installation d´une école privée. Plusieurs fermes ont existé jusqu'à la décennie 1960 ; elles ont été transformées en habitations depuis.
L'habitat est très dispersé puisque, outre le bourg, on compte 73 villages ou écarts. Le village de Saint-Éloi est, après le bourg, l'agglomération la plus importante.
| - Carte de la commune de Guilligomarc'h et de ses villages. |

### Hydrographie
Pour un article plus général, voir Réseau hydrographique du Finistère.
La commune est située dans le bassin Loire-Bretagne. Elle est drainée par l'Ellé, le Scorff, le ruisseau de Kerloaz, le ruisseau la noguette, le ruisseau de Kernevez et divers autres petits cours d'eau,. Le territoire communal est situé entre Ellé (à l'ouest) et Scorff (à l'est). Au nord la Noguette, un petit affluent de rive gauche de l'Ellé, matérialise la limite entre les communes de Guilligomarc'h et Meslan ; au sud c'est le ruisseau de Kernévez, petit affluent de rive droite du Scorff, qui sépare Guilligomarc'h d'Arzano.
L'Ellé, d'une longueur de 76 km, prend sa source dans la commune de Glomel et se jette  dans la Laïta, estuaire formé par l'Ellé et l'Isole en limite de Guidel et de Clohars-Carnoët, après avoir traversé 16 communes.  Les caractéristiques hydrologiques de l'Ellé sont données par la station hydrologique située sur la commune d'Arzano. Le débit moyen mensuel est de 10,1 m3/s. Le débit moyen journalier maximum est de 199 m3/s, atteint lors de la crue du 13 décembre 2000. Le débit instantané maximal est quant à lui de 260 m3/s, atteint le même jour.
Le Scorff, d'une longueur de 79 km, prend sa source dans la commune de Ploërdut et se jette  dans le Blavet en limite de Lorient et de Lanester, après avoir traversé 18 communes. 

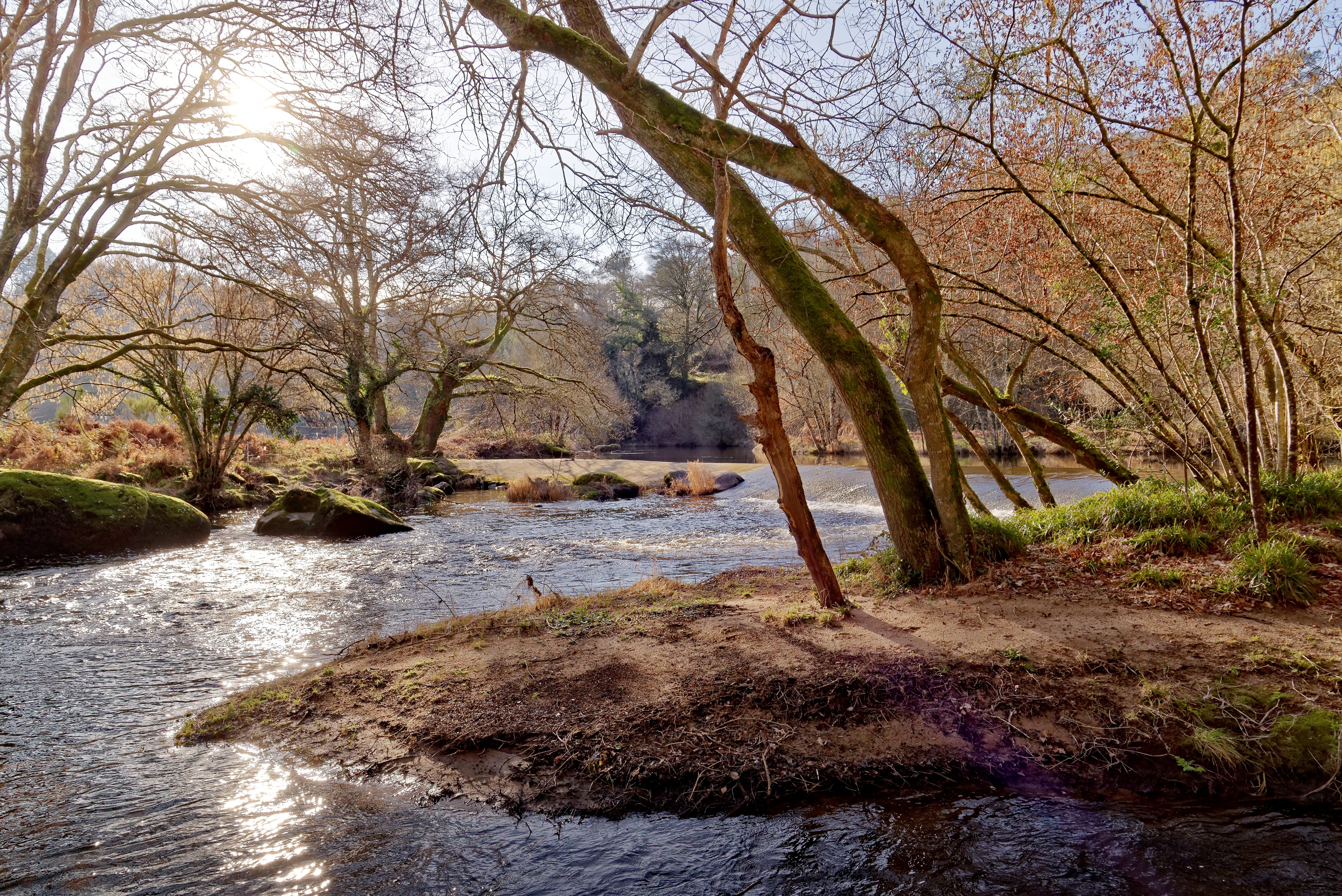
L'Ellé juste en amont des Roches du Diable (limite Locunolé-Guilligomarc'h).
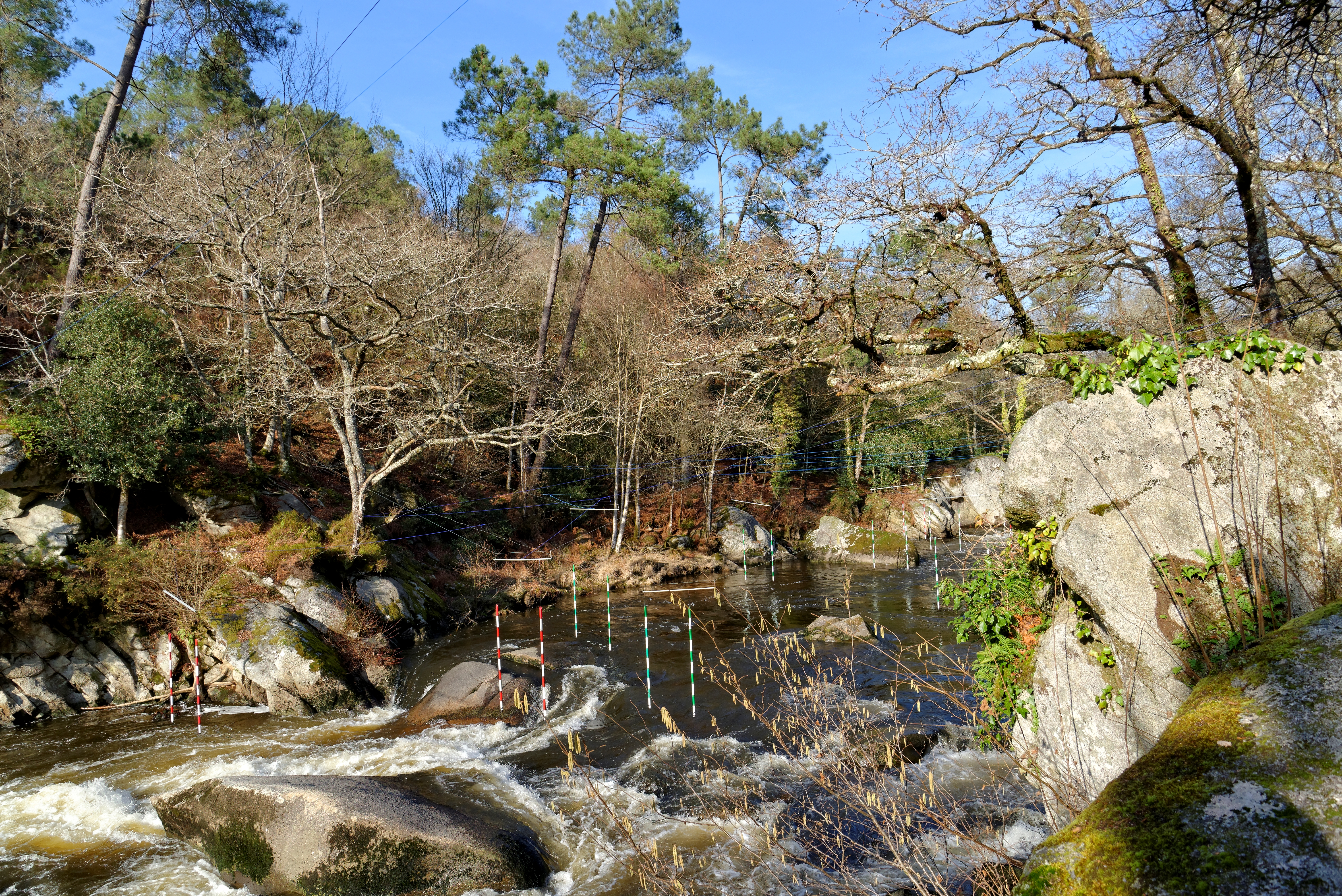
L'Ellé aux Roches du Diable (limite Locunolé-Guilligomarc'h).
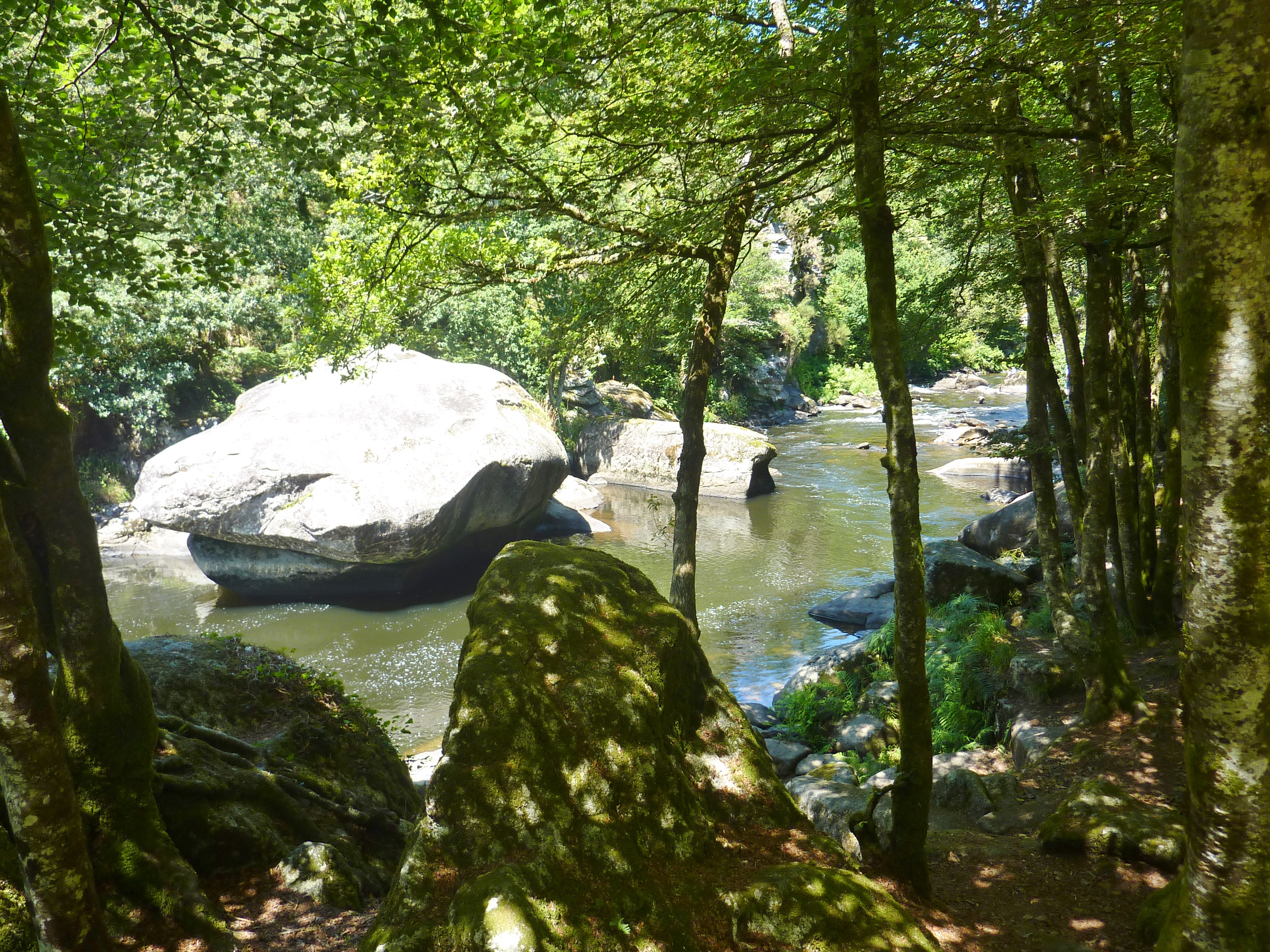
L'Ellé aux Roches du Diable (limite Locunolé-Guilligomarc'h).
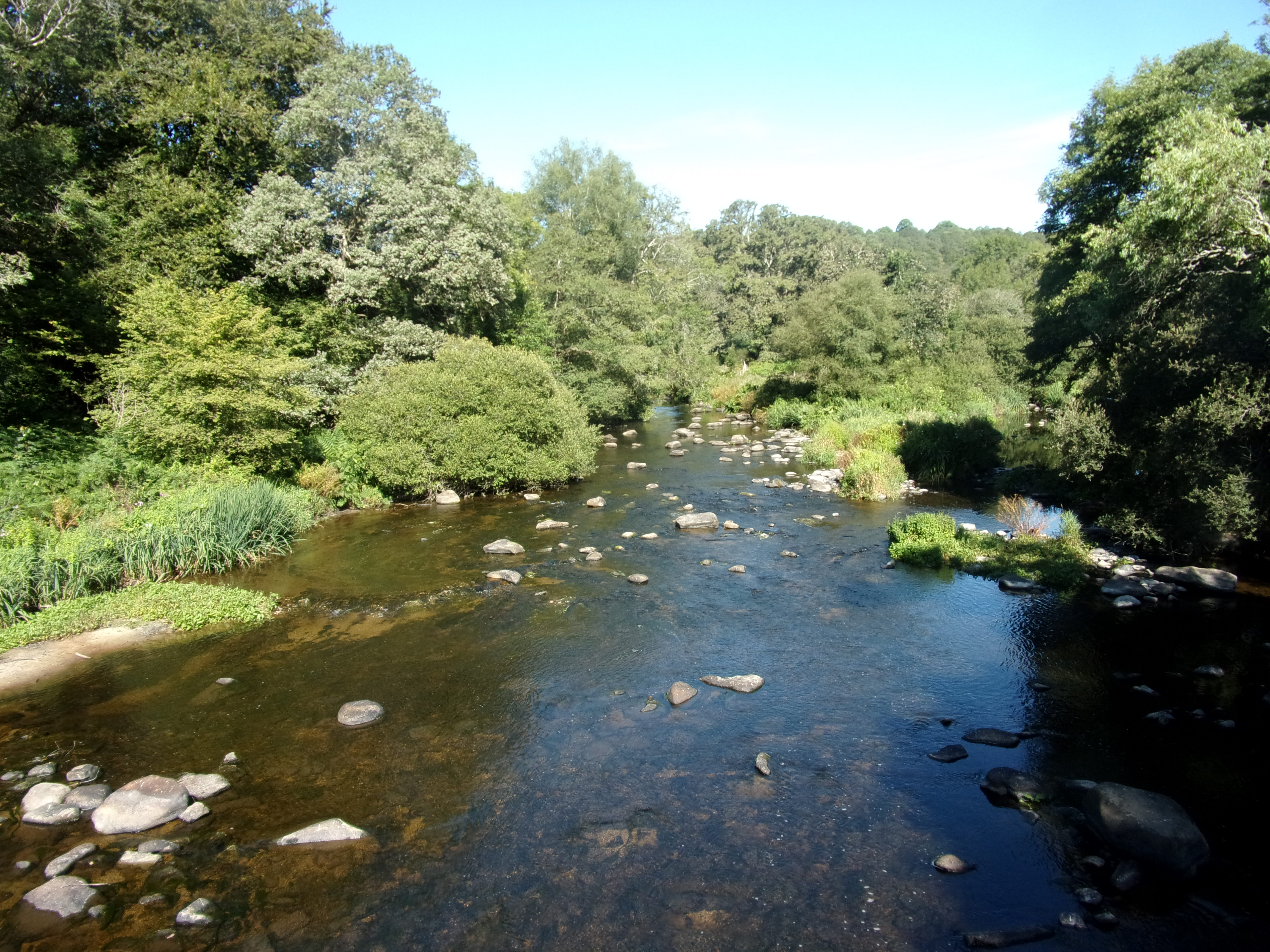
L'Ellé au Pont-Neuf (limite communale Locunolé-Guilligomarc'h).
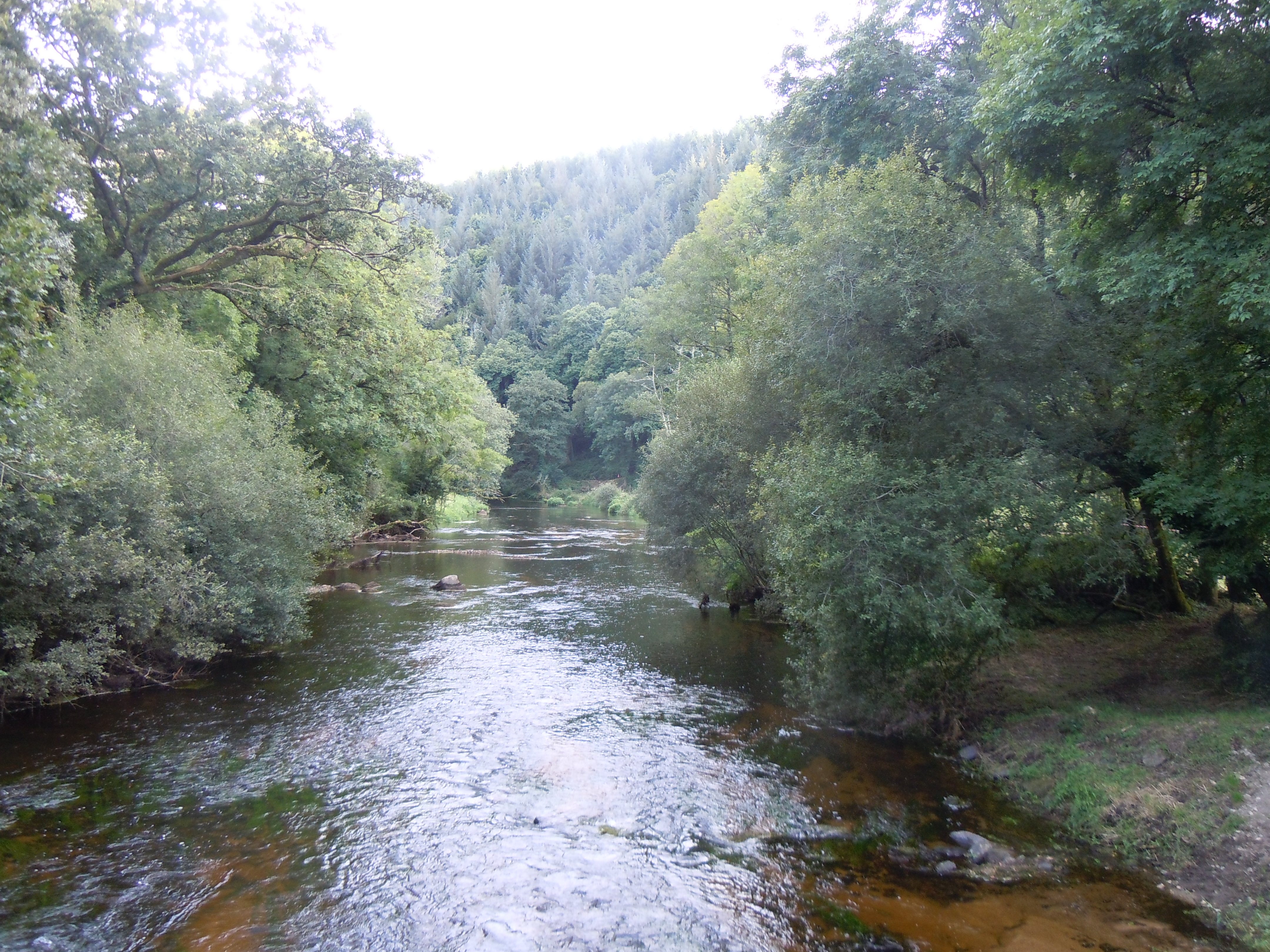
Le Scorff au pont du Stang (limite communale Plouay-Guilligomarc'h).

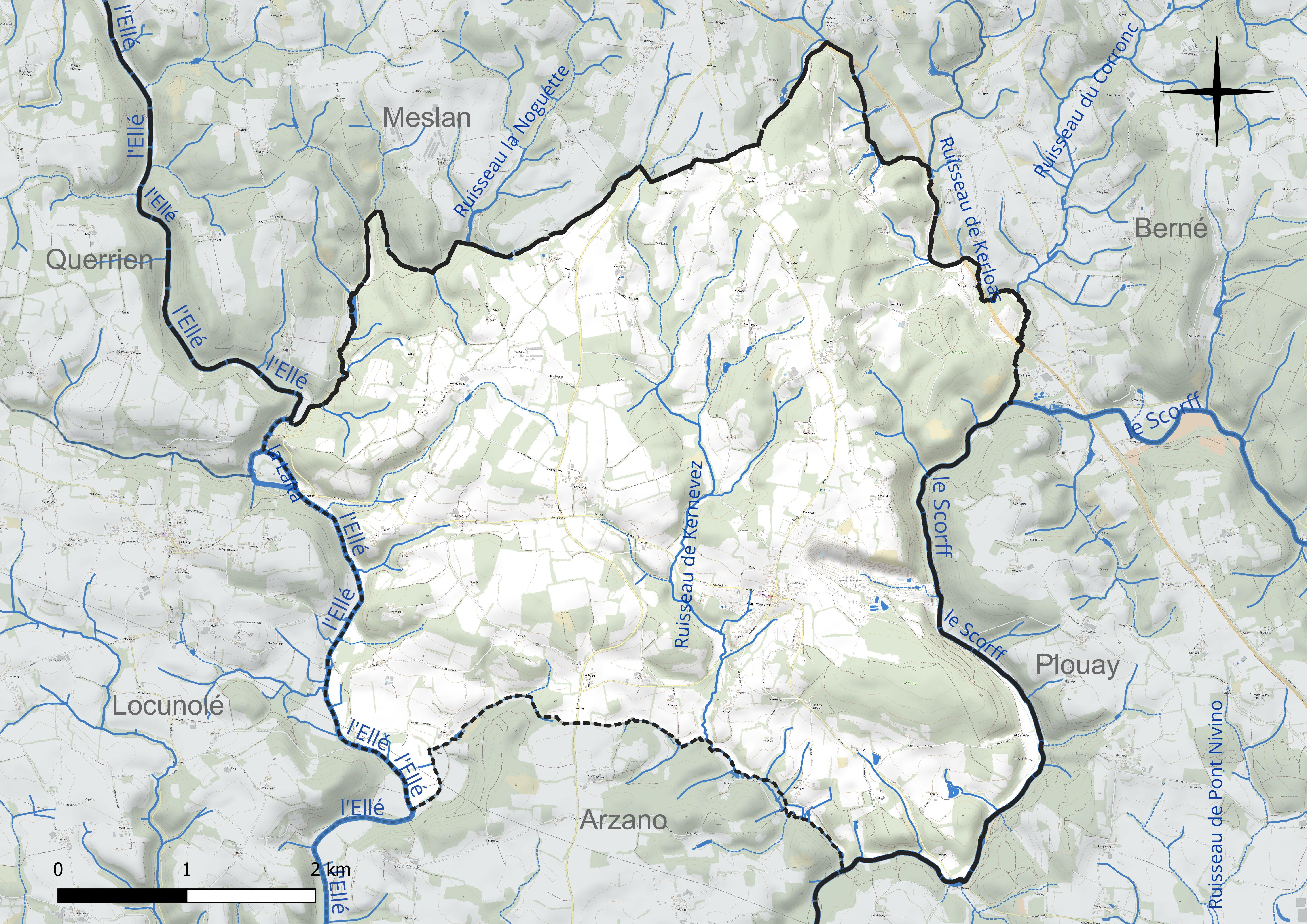
Réseau hydrographique de Guilligomarc'h.

### Climat
Pour des articles plus généraux, voir Climat de la Bretagne et Climat du Finistère.
En 2010, le climat de la commune est de type climat océanique franc, selon une étude du CNRS s'appuyant sur une série de données couvrant la période 1971-2000. En 2020, Météo-France publie une typologie des climats de la France métropolitaine dans laquelle la commune est exposée à un climat océanique et est dans la région climatique Bretagne orientale et méridionale, Pays nantais, Vendée, caractérisée par une faible pluviométrie en été et une bonne insolation. Parallèlement l'observatoire de l'environnement en Bretagne publie en 2020 un zonage climatique de la région Bretagne, s'appuyant sur des données de Météo-France de 2009. La commune est, selon ce zonage, dans la zone « Intérieur », exposée à un climat médian, à dominante océanique.
Pour la période 1971-2000, la température annuelle moyenne est de 11,4 °C, avec  une amplitude thermique annuelle de 11,6 °C. Le cumul annuel moyen de précipitations est de 1 058 mm, avec 15,5 jours de précipitations en janvier et 8,1 jours en juillet. Pour la période 1991-2020, la température moyenne annuelle observée sur la station météorologique la plus proche, située sur la commune de Plouay à 6 km à vol d'oiseau, est de 11,8 °C et le cumul annuel moyen de précipitations est de 1 149,0 mm,. Pour l'avenir, les paramètres climatiques de la commune estimés pour 2050 selon différents scénarios d'émission de gaz à effet de serre sont consultables sur un site dédié publié par Météo-France en novembre 2022.

### Transports
Isolée par sa situation géographique entre Scorff et Ellé, la commune était traditionnellement peu accessible. De nos jours, seule la route départementale 222 traverse le finage communal, venant côté sud d'Arzano, cette route va en direction de Meslan jusqu'à la limite départementale avec le Morbihan où elle devient la D 6, dans le cadre de la numérotation des routes propres à ce département. Mais cette route passe dans la partie occidentale du territoire communal, ne desservant pas le bourg de Guilligomarc'h, accessible seulement par des routes secondaires. Les liaisons est-ouest sont particulièrement difficiles en raison des vallées encaissées du Scorff et de l'Ellé : une route permet toutefois la liaison avec Plouay , traversant le Scorff au pont du Paou et une autre permet d'atteindre Locunolé, traversant l'Ellé au Pont Neuf, mais ce sont des routes secondaires peu fréquentées, uniquement d'intérêt local.

## Urbanisme

### Typologie
Au 1er janvier 2024, Guilligomarc'h est catégorisée commune rurale à habitat dispersé, selon la nouvelle grille communale de densité à 7 niveaux définie par l'Insee en 2022.
Elle est située hors unité urbaine et hors attraction des villes,.

### Occupation des sols

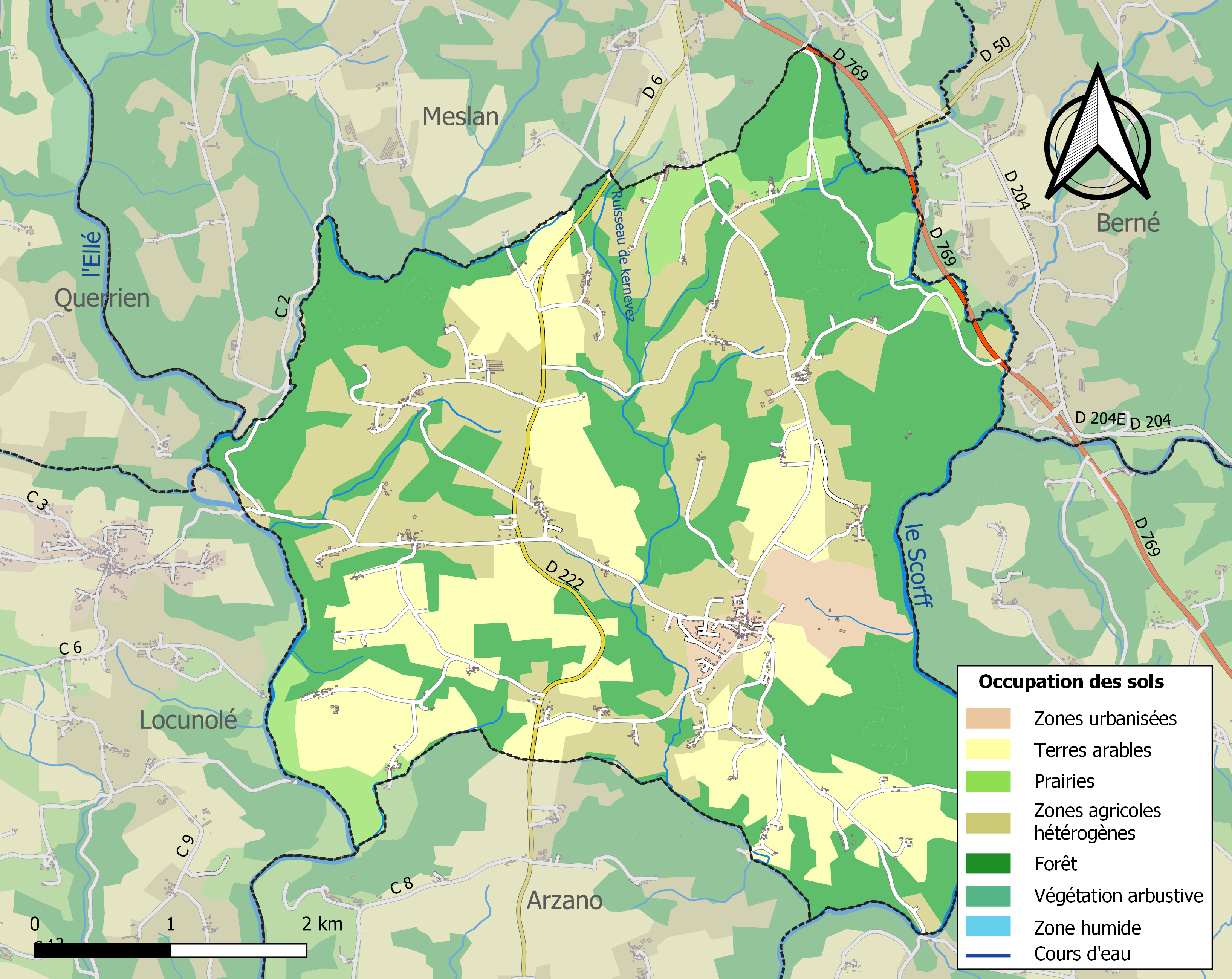
Carte des infrastructures et de l'occupation des sols de la commune en 2018 (CLC).

Le tableau ci-dessous présente l'occupation des sols de la commune en 2018, telle qu'elle ressort de la base de données européenne d'occupation biophysique des sols Corine Land Cover (CLC).
| Type d'occupation                             | Pourcentage | Superficie (en hectares) |
| --------------------------------------------- | ----------- | ------------------------ |
| Tissu urbain discontinu                       | 1,1 %       | 25                       |
| Extraction de matériaux                       | 2,3 %       | 52                       |
| Terres arables hors périmètres d'irrigation   | 23,0 %      | 527                      |
| Prairies et autres surfaces toujours en herbe | 4,4 %       | 101                      |
| Systèmes culturaux et parcellaires complexes  | 26,9 %      | 616                      |
| Forêts de feuillus                            | 10,4 %      | 239                      |
| Forêts de conifères                           | 8,7 %       | 200                      |
| Forêts mélangées                              | 23,2 %      | 532                      |
| Source : Corine Land Cover                    |             |                          |

## Histoire

### Moyen Âge
Sous l'Ancien Régime, la paroisse de Guilligomarc'h relevait de la seigneurie de la Roche-Moisan (en Arzano), de la sénéchaussée d'Hennebont, du doyenné de Kemenet-Héboé, et du diocèse de Vannes.
Une enceinte médiévale a été identifiée à Castel-Bruillé, à 2,6 km au nord-nord-est du bourg.
Guilligomarc'h fut une paroisse indépendante dans la première moitié du Moyen Âge (son existence est attestée pour la première fois en 1323) avant d'ête réunie à Arzano ensuite au XVe siècle, à une date précise inconnue, tout en gardant son titre de paroisse (ce ne fut donc pas une trève d'Arzano) : le recteur était commun aux deux paroisses et prenait possession des deux églises et des deux presbytères

### Époque moderne

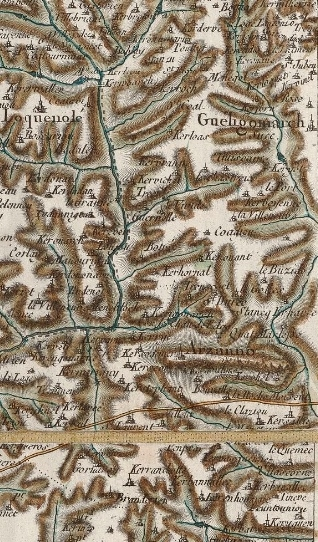
Carte de Cassini de la paroisse d'Arzano et de sa trève Guilligomarc'h (1783).

Guilligomarc'h était une trève d'Arzano.

### Révolution française
En 1790, la paroisse est érigée en commune dépendant du canton d'Arzano, du district de Quimperlé et du département du Finistère. Bien qu'appartenant historiquement au Broërec, la commune fut rattachée canoniquement au diocèse de Quimper en 1801 au moment du Concordat. Arzano, Guilligomarc'h et Rédené sont les trois paroisses du diocèse de Vannes, donc parlant le vannetais, rattachées au département du Finistère.
Le 3 frimaire an III (23 novembre 1794) Cabon, curé constitutionnel de Guilligomarc'h, fut assassiné par des Chouans de l'Armée catholique et royale venus de la forêt de Pontcallec, jugé coupable, aux yeux des chouans, « d'avoir conduit lui-même les gendarmes, de jour et de nuit, à la poursuite de l'ancien recteur [ réfractaire ] de Guilligomarc'h, Le Guennec, signalé errant dans les environs ».

« Nous soussignés, André Horellou, Laurent-Louis Le Rousseau et François-Marie Huguet, commissaires nommés par le District de Quimperlé (...) rapportons nous être transportés, ce jour 3 Frimaire an III, jusque au bourg de Guillomach. Arrivés à la porte du Curé constitutionnel, nous avons trouvé cette maison environnée d'une grande quantité de curieux attirés par la nouvelle de l'assassinat commis en la personne du Curé, que nous avons trouvé gisant dans son appartement, percé de plusieurs coups de fusils et tirés, suivant les apparences, à bout portant, puisque sa chemise s'est trouvée brûlée et noircie par le feu de la poudre. (...) Ce qu'il y a de certain, d'après les déclarations de la (...) servante du Curé assassiné, est que ces brigands se sont présentés le 1er de ce mois, vers les 11 heures et demie du soir (vieux style) , à la porte de la maison occupée par l'instituteur et le Curé, au nombre de plus de 200, presque tous armés de fusils, dont plusieurs de munition, et 4 à 5 de fusils à deux coups ; qu'ils portaient et parlaient le costume du païs et des environs ; qu'ils étaient conduits par des individus connaissant particulièrement l'intérieur de la maison ; que 9 ou 10, qui étaient entrés dans la chambre du Curé s'en retournaient après avoir fait des perquisitions inutiles, lorsqu'un dernier arrivé leur indiqua la porte du cabinet où couchait le Curé. (...). »

Jacques Cambry écrit que « les communes d'Arzano, de Quérien [Querrien] et de Guilligomarc'h, éloignées du chef-lieu du district, voisines du pays qu'habitent les chouans, sont dans un état de terreur et de dénuement qui ne leur permet pas de manifester le patriotisme que les autres communes ont démontré : avec quelles difficultés, d'ailleurs, peuvent pénétrer dans ces pays sauvages les principes, base de la Révolution : pas un individu ne sait la langue française. Il n'est pas d'état plus funeste, plus déplorable que celui de ces malheureux. S'ils obéissent aux lois républicaines, on les poignarde ; refusent-ils de s'y prêter, on les met en prison. Une force armée les protège ; mais c'est la nuit qu'on assassiné, et les soldats ne peuvent être sur tous les points d'un canton vaste, coupé de bois, de fossés, de rivières ».
En mars 1799 sept habitants de Guilligomarc'h furent appréhendés par une colonne mobile « comme prévenus de chouannage, de vols, et inspirant la terreur dans la commune qu'ils habitent » ; certains furent traduits devant une commission militaire, d'autres devant le jury de Quimperlé.

### LeXIXesiècle
Pendant la monarchie de Juillet, la municipalité de Guilligomarch refusa de voter les fonds nécessaires à la création d'une école en application de la loi Guizot, « attendu que le mauvais état des chemins et la distance des villages au lieu central ne permettent pas aux cultivateurs d'y envoyer leurs enfants qui passeraient plus de temps dans le voyage qu'à l'école même ».
A. Marteville et P. Varin, continuateurs d'Ogée, décrivent ainsi Guilligomarc'h en 1843 :

« Guilligomarc'h (sous l'invocation de saint Méen) ; commune formée de l'ancienne trève d'Arzano, aujourd'hui succursale. (...) Principaux villages : Coadigiu, Kerouac'h, Saint-Éloi, Travalé, Keriot, Keralvé, Kergadiou, Kerouanniou, Kerdervé. Maison remarquable : le château du Sac'h. Superficie totale 2 275 hectares, dont (...) terres labourables 805 ha, prés et pâturages 127 ha, bois 102 ha, vergers et jardins 35 ha, landes et incultes 1 115 ha (...). Moulins : 3 (de Kerlégan, de Kerloas, de Stanc. Outre l'église, il y a eu à Guilligomarc'h les deux chapelles Notre-Dame-du-Scréder et Saint-Julien. Le Sac'h, château appartenant à M. du Bois Guéhenneuc, n'offre rien de remarquable comme archéologie ou comme histoire. On parle le breton. »

Selon un document déposé au Corps législatif 106 des 120 conscrits de Guilligomarc'h pour la période allant de 1858 à 1867 ne savaient ni lire ni écrire.
En mai 1878 le conseil municipal de Guilligomarc'h émit le vœu que « la direction de l'école des garçons fut confiée à un instituteur laïque » et « qu'il y eût dans la commune une école de filles confiée, si cela était possible, à la femme de l'instituteur », ce qui fut contesté devant le Conseil d'État par une religieuse du Saint-Esprit, sœur Euphémie, qui assurait jusque-là l'enseignement.
En 1890 la municipalité de Guilligomarc'h demanda la création d'une foire annuelle au hameau de Saint-Éloi, ce qui fut accepté par le Conseil général du Finistère et celui du Morbihan en 1893.

### LeXXesiècle

#### La Belle Époque
En juillet 1902 le Conseil d'arrondissement de Quimperlé se fait l'interprète de l'émotion soulevée dans tout l'arrondissement par la fermeture des écoles confessionnelles de Clohars-Carnoët, Querrien, Locunolé, Tréméven, Arzano et Guilligomarc'h, décidée par le gouvernement Émile Combes ; il « proteste énergiquement contre une mesure contraire aux vœux exprimés par les conseils municipaux et devant avoir pour effet de laisser un grand nombre d'enfants privés d'instruction ».
Le 9 mars 1906 les habitants de Guilligomarc'h empêchèrent l'inventaire des biens d'église de la paroisse en s'opposant à l'entrée dans l'église des agents du gouvernement.

#### La Première Guerre mondiale
Le monument aux morts de Guilligomarc'h porte les noms de 62 soldats morts pour la France pendant la Première Guerre mondiale ; la plupart sont décédés sur le sol français ;  quatre au moins sont décédés en Belgique dont trois dès l'année 1914 (Mathurin Gouic, Joseph Hélou et Jacques Neve) ; Jean Piquet est mort en captivité en Allemagne ; deux au moins sont morts en mer (Joseph Allanic et Yves Inquel ; ce dernier était matelot à bord du croiseur cuirassé Léon Gambetta torpillé par le sous-marin autrichien U5 le 14 avril 1915).

#### L'Entre-deux-guerres

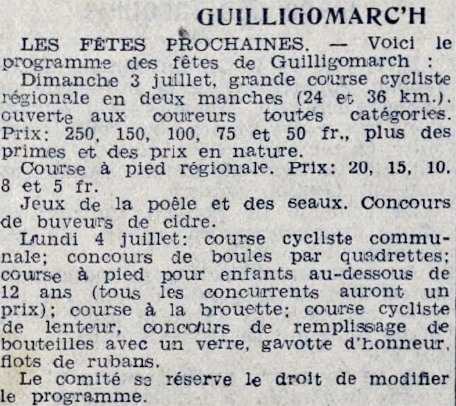
Article du journal La Dépêche de Brest et de l'Ouest annonçant le programme des fêtes locales de Guilligomarc'h en 1938.

Le journal L'Ouest-Éclair écrit en 1936 :

« Dans la région quimperloise comprise entre Guilligomarc'h et Mellac de l'est à l'ouest, Nizon et Clohars-Carnoët du nord au sud, la culture du pommier est poussée très activement. Les crus de Clohars et de Riec surtout sont reconnus unanimement pour être les meilleurs, avec ceux du secteur voisin de Fouesnant. Cette année, contrairement à 1935, la récolte s'annonce magnifique. (...) Une délégation s'est rendue à Paris dans le but de faire revaloriser la pomme à cidre et pour obtenir du gouvernement que les mêmes ressources soient prises dans les années d'abondance comme pour le vin. »

#### La Seconde Guerre mondiale
Le monument aux morts de Guilligomarc'h porte les noms de 8 personnes mortes pour la France pendant la Seconde Guerre mondiale, dont Jean Inquel, mort des suites de ses blessures le 30 mai 1940 à Boulogne-sur-Mer et Jean-Louis Le Mentec, mort des suites de ses blessures le 5 juin 1940 à Zuydcoote (Nord), tous deux lors de la Débâcle ; deux soldats (Noël Guéguen et Jean André) sont morts dans les Ardennes en 1940 ; Lucien Boudic, Raphaël Montagner et Jean Piquet, résistants ont été faits prisonniers et exécutés par les Allemands le 3 juillet 1944 à Guilligomarc'h.
Jean-Marie Kerangouarec, né le 6 novembre 1921 à Guilligomarc'h, devint début 1944, avec le pseudonyme "commandant Étienne", commandant de la 1re compagnie FTP du Morbihan, puis en avril 1944 membre du triumvirat à la tête du comité militaire régional FTP ; le 22 mai 1944, après une mission à Melrand et Bubry, il est arrêté à Saint-Nicolas-des-Eaux ; après avoir été horriblement torturé, il est fusillé le 30 juin 1944 à Saint-Jacques-de-la-Lande.
Le journal Le Matin écrit le 12 novembre 1942 que « le curieux pardon des chevaux de Guilligomarc'h s'est déroulé, comme de coutume, en présence d'une affluence considérable. Près de trois cents cavaliers étaient rassemblés devant l'église pour la bénédiction de leur monture »

#### L'après Seconde Guerre mondiale
La nouvelle mairie de Guilligomarc'h a été inaugurée le 3 juillet 1980 en présence de Marc Bécam, secrétaire d'État aux collectivités.

### LeXXIesiècle

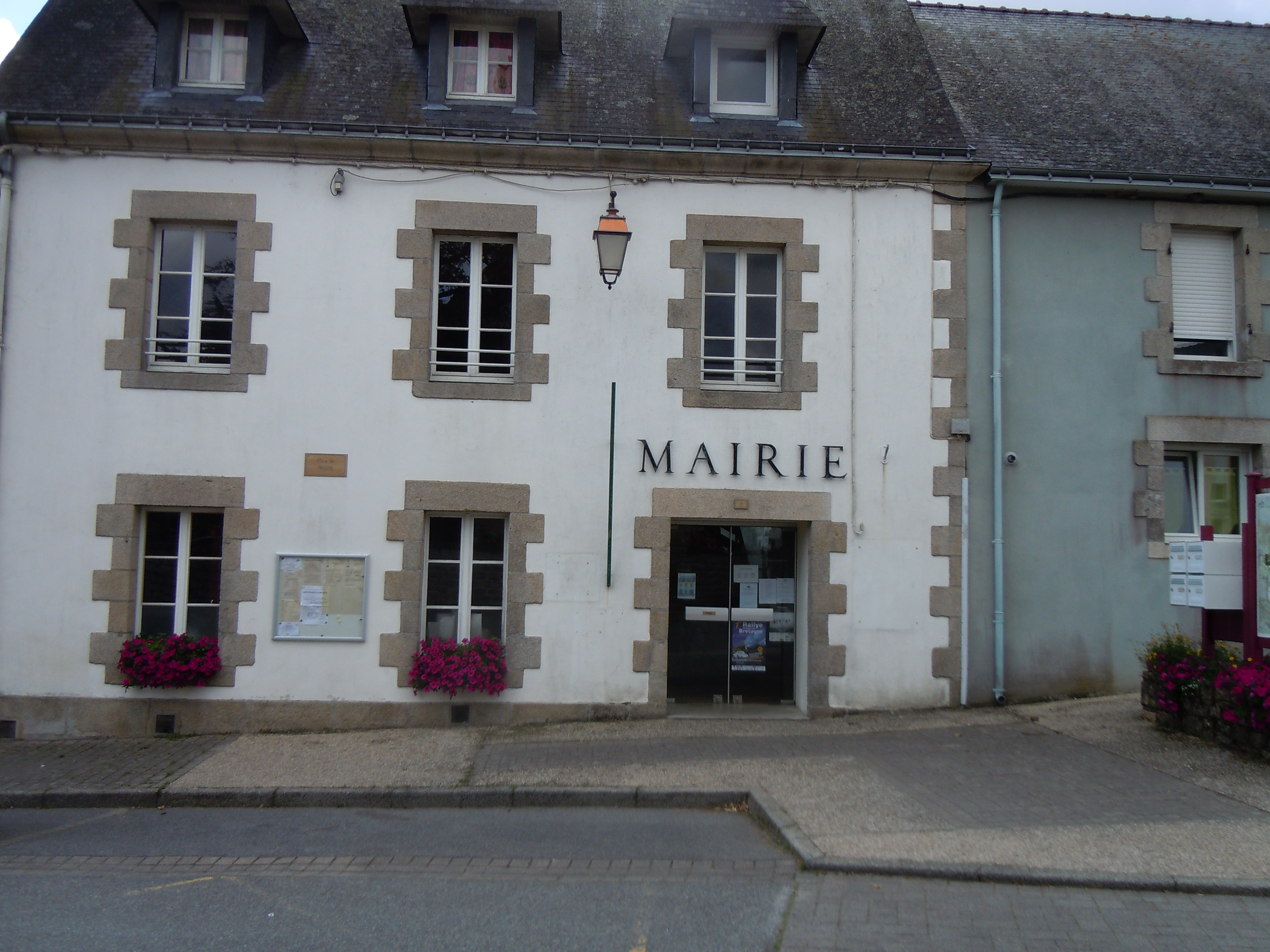
L'ancienne mairie.

En juin 2019 l'ancienne mairie, révovée comme bâtiment communal, a été baptisée Ty an Holl Jean-Louis Le Mentec.

## Politique et administration

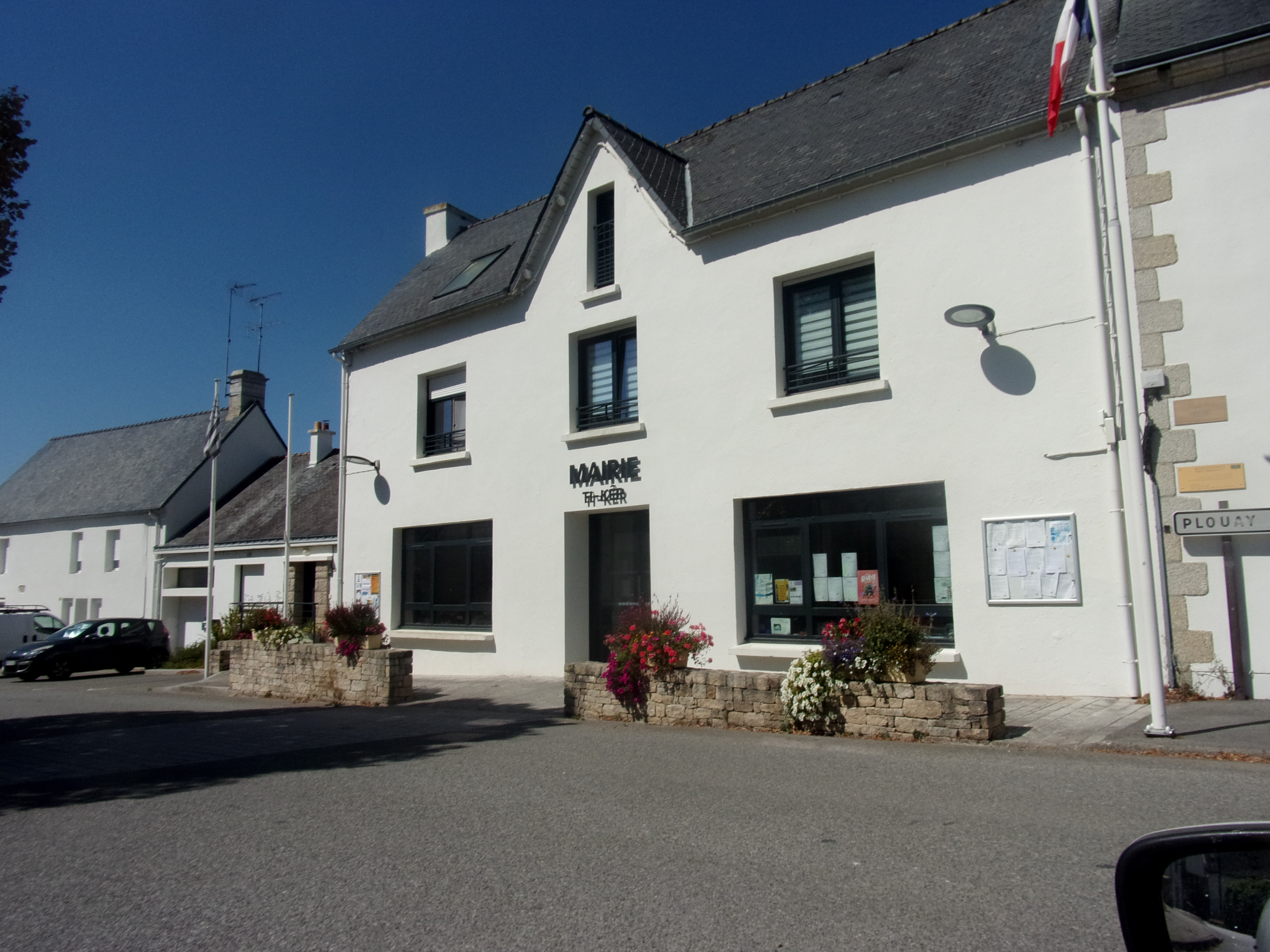
L'actuelle mairie.

## Population et société

### Démographie

#### Évolution démographique
L'évolution du nombre d'habitants est connue à travers les recensements de la population effectués dans la commune depuis 1793. Pour les communes de moins de 10 000 habitants, une enquête de recensement portant sur toute la population est réalisée tous les cinq ans, les populations de référence des années intermédiaires étant quant à elles estimées par interpolation ou extrapolation. Pour la commune, le premier recensement exhaustif entrant dans le cadre du nouveau dispositif a été réalisé en 2006.
En 2022, la commune comptait 804 habitants, en évolution de +5,1 % par rapport à 2016 (Finistère : +2,16 %, France hors Mayotte : +2,11 %). Le maximum de la population a été atteint en 1921 avec 1 284 habitants.
| 1793  | 1800  | 1806 | 1821 | 1831  | 1836  | 1841  | 1846  | 1851  |
| ----- | ----- | ---- | ---- | ----- | ----- | ----- | ----- | ----- |
| 1 000 | 1 050 | 957  | 936  | 1 005 | 1 056 | 1 038 | 1 141 | 1 053 |

| 1856  | 1861  | 1866  | 1872  | 1876  | 1881  | 1886  | 1891  | 1896  |
| ----- | ----- | ----- | ----- | ----- | ----- | ----- | ----- | ----- |
| 1 070 | 1 111 | 1 113 | 1 011 | 1 056 | 1 064 | 1 125 | 1 206 | 1 210 |

| 1901  | 1906  | 1911  | 1921  | 1926  | 1931  | 1936  | 1946  | 1954 |
| ----- | ----- | ----- | ----- | ----- | ----- | ----- | ----- | ---- |
| 1 257 | 1 228 | 1 276 | 1 284 | 1 275 | 1 172 | 1 142 | 1 250 | 924  |

| 1962 | 1968 | 1975 | 1982 | 1990 | 1999 | 2006 | 2011 | 2016 |
| ---- | ---- | ---- | ---- | ---- | ---- | ---- | ---- | ---- |
| 936  | 666  | 560  | 569  | 520  | 571  | 650  | 725  | 765  |

| 2021 | 2022 | - | - | - | - | - | - | - |
| ---- | ---- | - | - | - | - | - | - | - |
| 797  | 804  | - | - | - | - | - | - | - |

#### Pyramide des âges
La population de la commune est relativement jeune.
En 2018, le taux de personnes d'un âge inférieur à 30 ans s'élève à 34,1 %, soit au-dessus de la moyenne départementale (32,5 %). À l'inverse, le taux de personnes d'âge supérieur à 60 ans est de 22,2 % la même année, alors qu'il est de 29,8 % au niveau départemental.
En 2018, la commune comptait 387 hommes pour 392 femmes, soit un taux de 50,32 % de femmes, légèrement inférieur au taux départemental (51,41 %).
Les pyramides des âges de la commune et du département s'établissent comme suit.
| Hommes | Classe d’âge | Femmes |
| ------ | ------------ | ------ |
| 0,5    | 90 ou +      | 0,8    |
| 6,9    | 75-89 ans    | 10,5   |
| 11,6   | 60-74 ans    | 14,1   |
| 24,0   | 45-59 ans    | 19,8   |
| 22,6   | 30-44 ans    | 21,0   |
| 11,3   | 15-29 ans    | 11,9   |
| 23,0   | 0-14 ans     | 21,9   |

| Hommes | Classe d’âge | Femmes |
| ------ | ------------ | ------ |
| 0,7    | 90 ou +      | 2,2    |
| 7,8    | 75-89 ans    | 11,5   |
| 19,2   | 60-74 ans    | 20,1   |
| 20,8   | 45-59 ans    | 19,7   |
| 17,7   | 30-44 ans    | 16,6   |
| 17,1   | 15-29 ans    | 14,7   |
| 16,8   | 0-14 ans     | 15,2   |

## Personnalités liées à la commune
- Mathurin Le Hors (1886-1952), né à Guilligomarc'h, botaniste spécialisé dans la flore de Saint-Pierre-et-Miquelon.

## Langue bretonne
Le Conseil municipal de Guilligomarc'h a voté la charte Ya d'ar brezhoneg le 16 juin 2017.

## Lieux et monuments

### Sites naturels
- Le site des Roches du Diable.

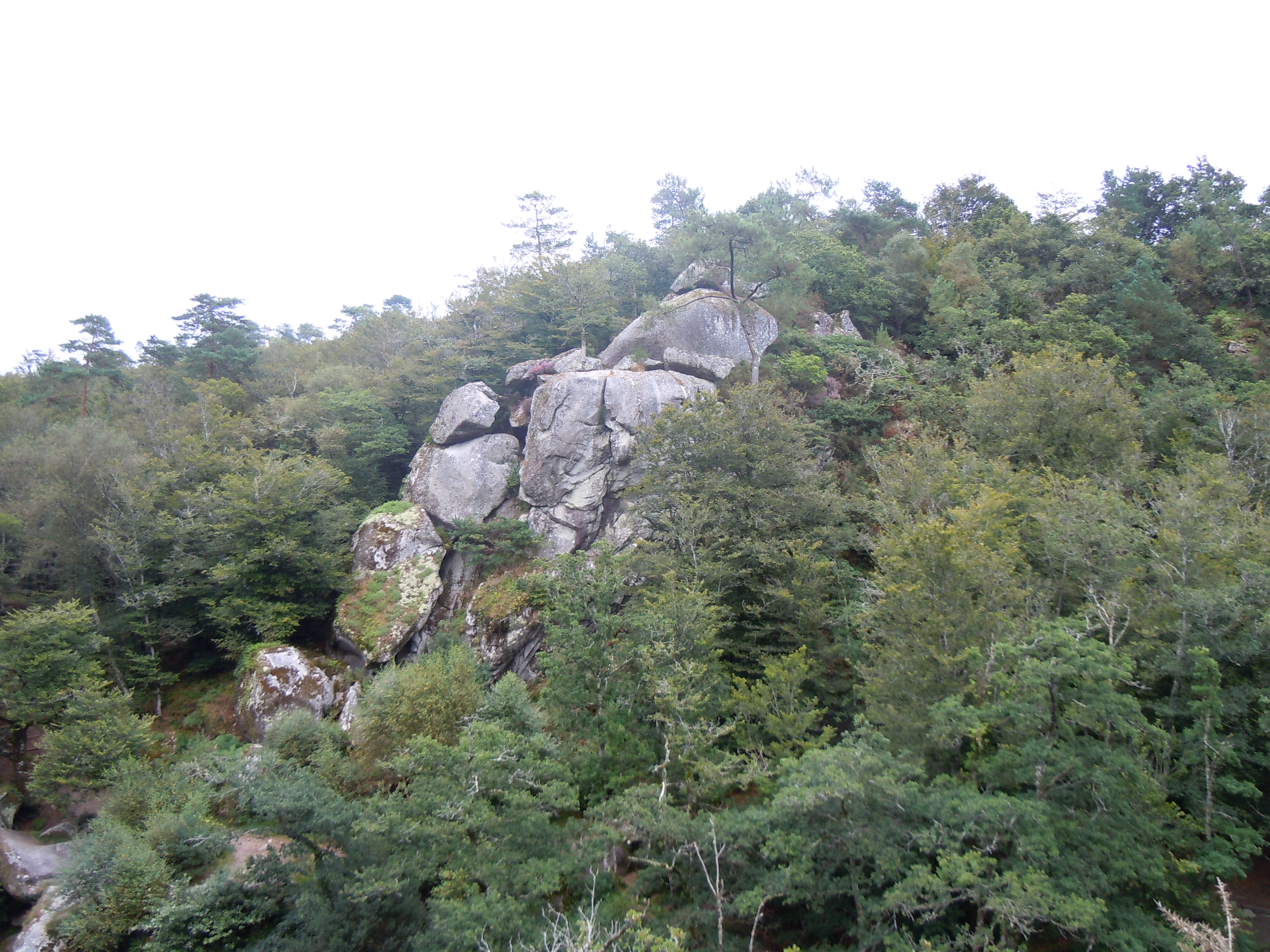
Amas de rochers surplombant l'Ellé aux Roches du Diable (commune de Guilligomarc'h).
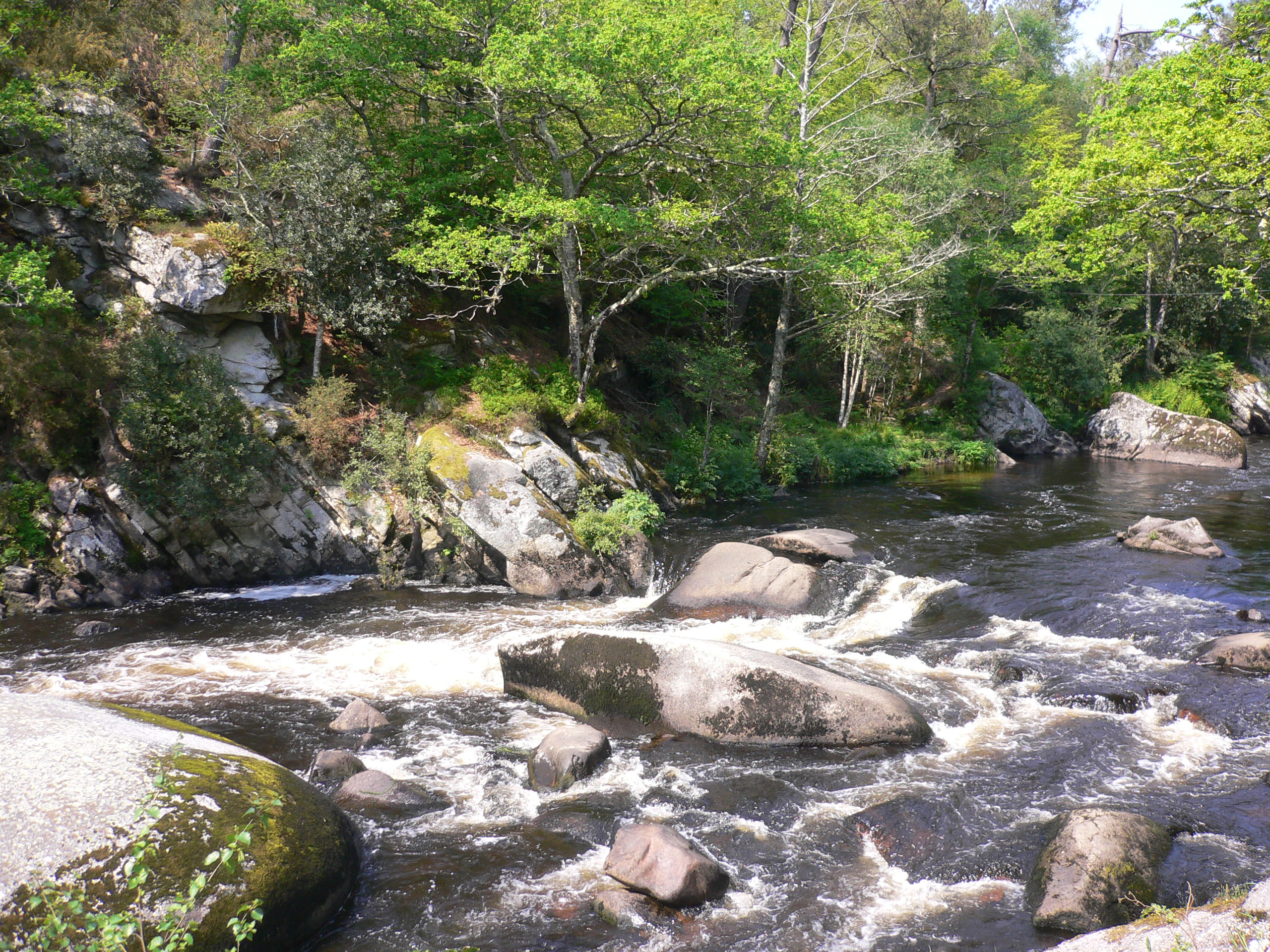
L'Ellé aux Roches du Diable.
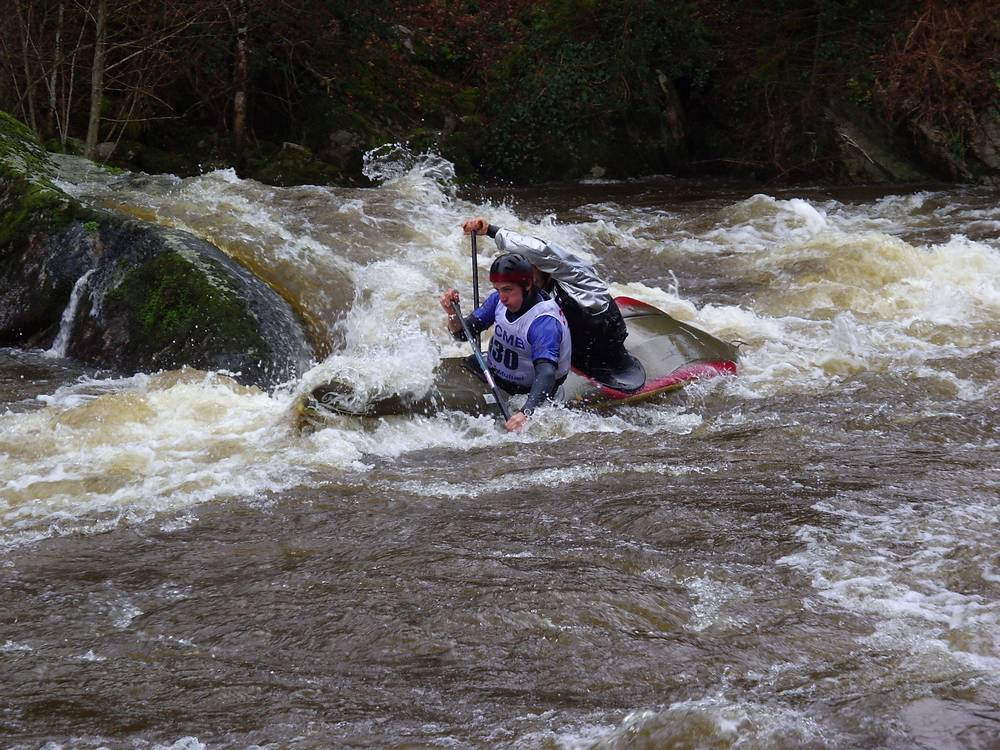
Descente en kayak des Roches du Diable.

### Châteaux et manoirs
- L'ancien manoir de Traoulé, XVIe siècle : il appartenait en 1457 à Henri Chefdubois[53].
- Le château de Sac'h, XXe siècle. L'endroit est attesté comme lieu noble en 1443 et appartenait alor à la famille Sauldraye, avant de passer les siècles suivants aux mains des familles Jégado et Bahuno. Reconstruite au XVIIIe siècle, le château appartint au XIXe siècle à la famille de Boisguéhenneuc, puis à la famille de Raismes qui fit construire en 1902 le château actuel[54].

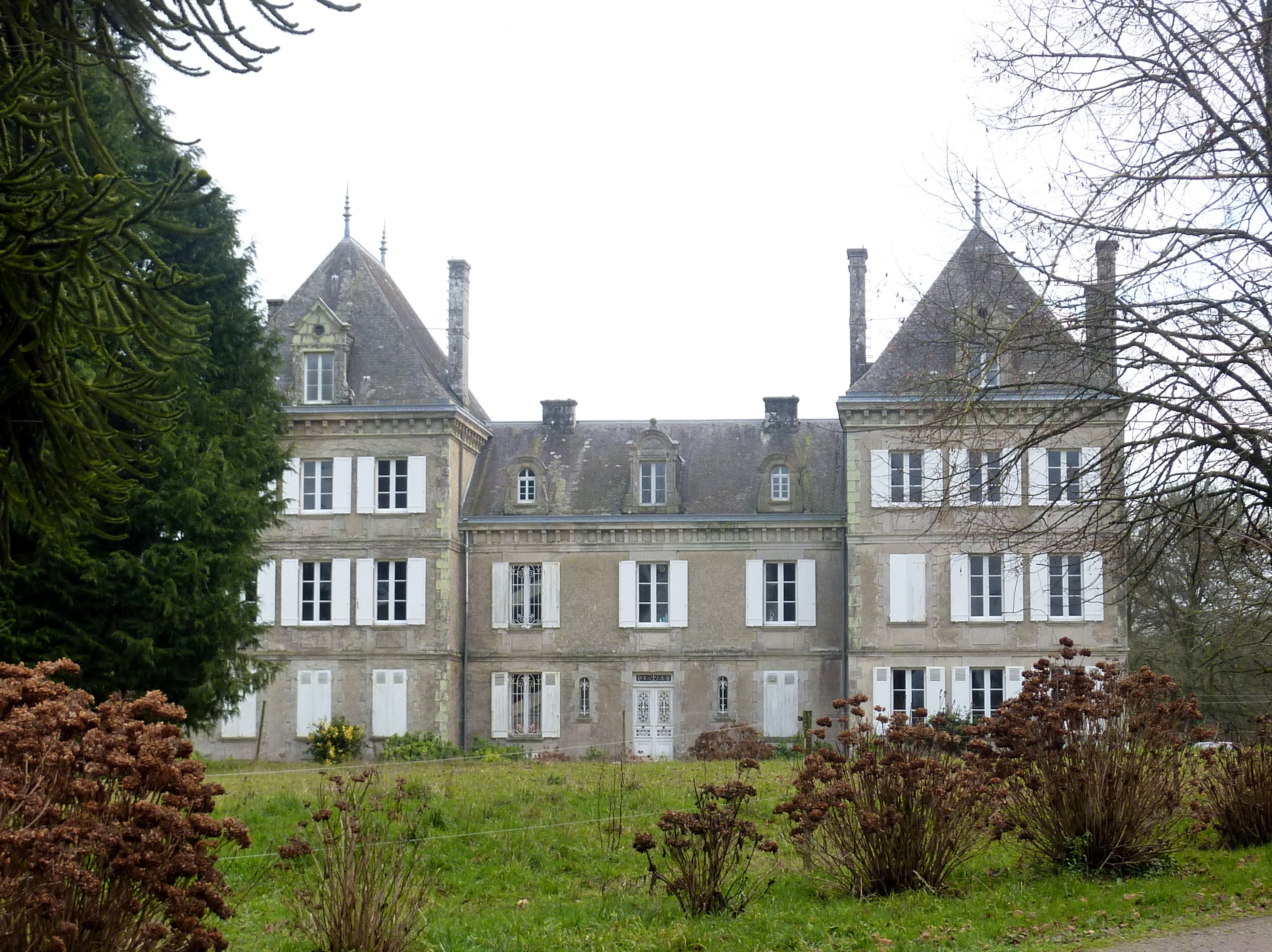
Le château de Sac'h.

### Église, chapelles et calvaires
- Église Saint-Méven ou Saint-Méen, dédiée à saint Méen, date de la fin  du XVIIIe siècle, à l'exception de la sacristie, qui date du XVIIe siècle[55]. Elle possède notamment une statue de saint Méen[56] (et plusieurs autres statues), deux retables[57], une Vierge à l'Enfant datant probablement du début du XIXe siècle[58], des fonts baptismaux datant probablement du XVIIe siècle[59], et un ensemble de 4 bannières de procession[60]. Une fontaine de dévotion, datant de 1671, se trouve à proximité et un lavoir a été ajouté au XIXe siècle[61].

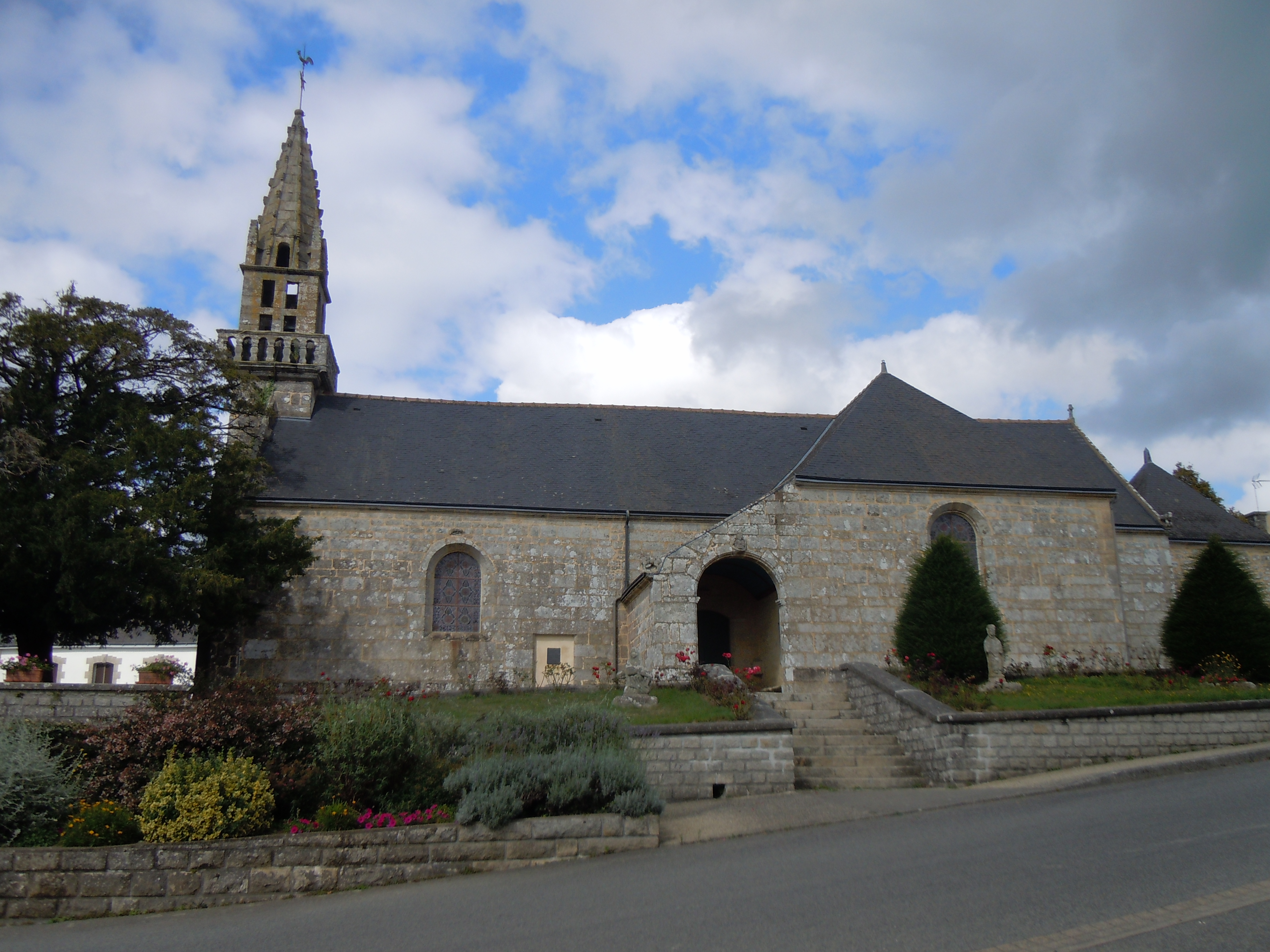
L'église paroissiale
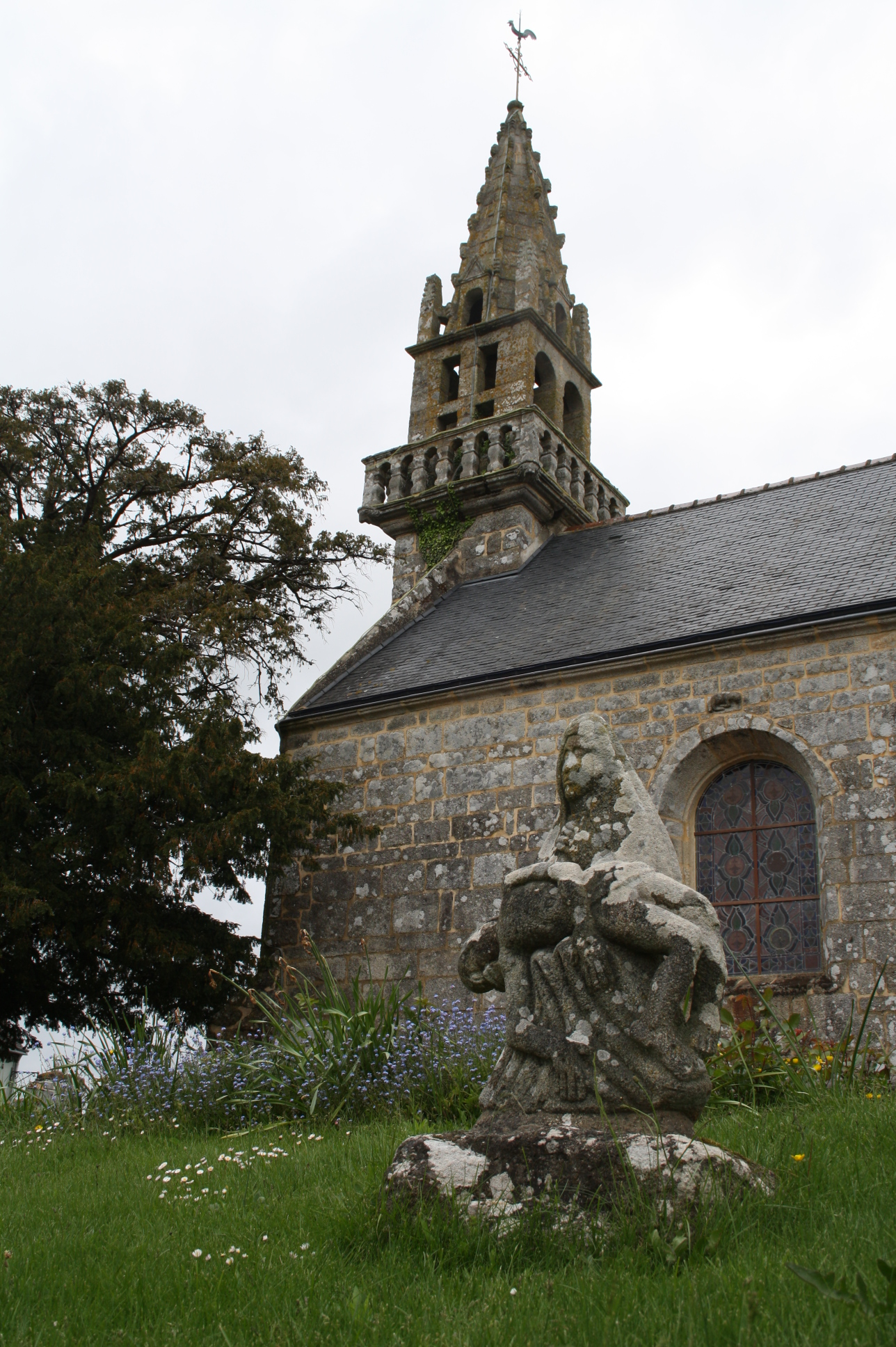
Le clocher de l'église paroissiale Saint-Méen.
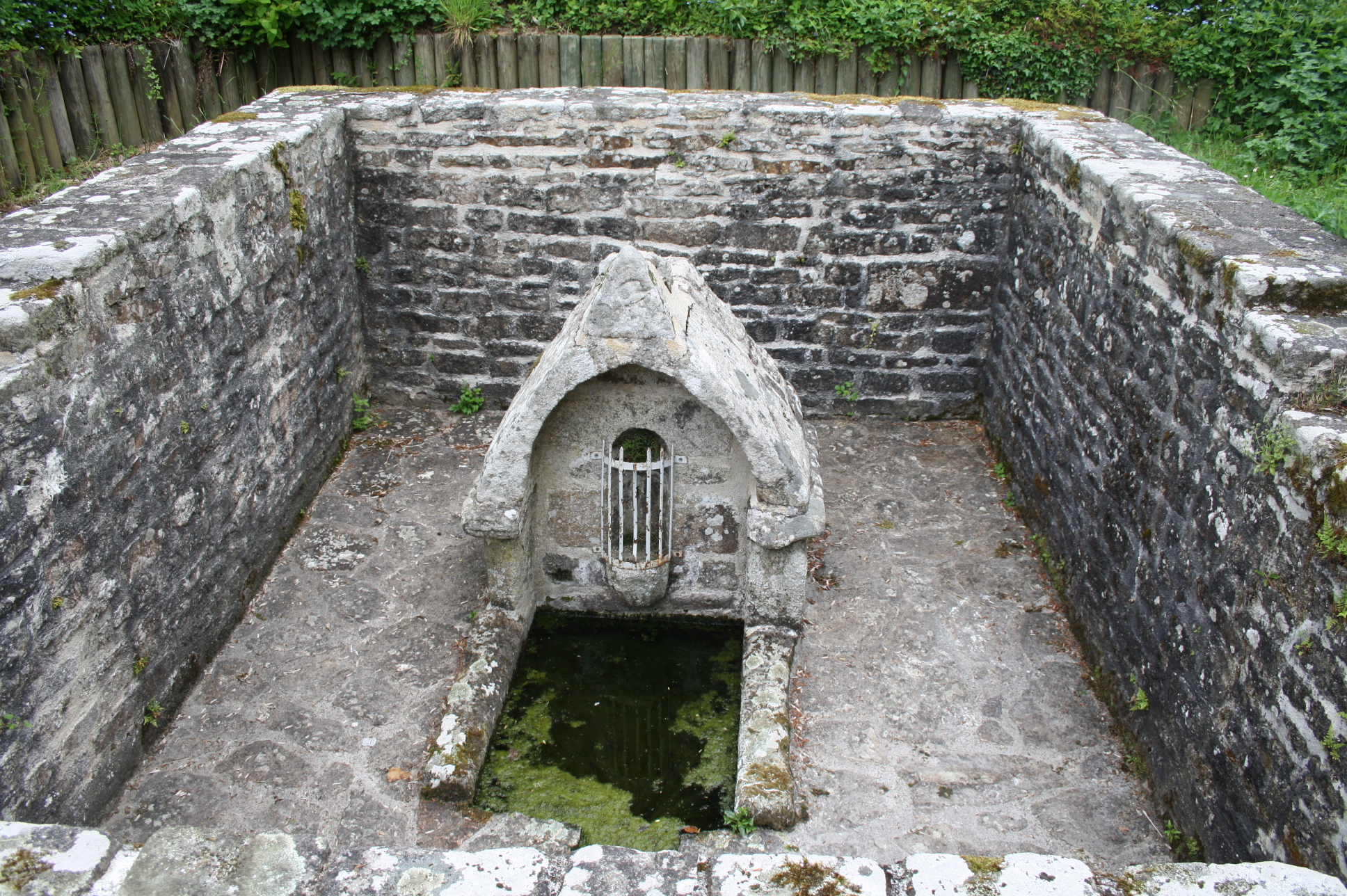
La fontaine de dévotion de Saint-Méen, dans le bourg de Guilligomarc'h.

- Chapelle de Saint-Éloi, dita aussi chapelle Notre-Dame-de-la-Clarté : elle date du premier quart du XVIe siècle à l'exception du clocher plus récent, édifice de style gothique flamboyant et est en forme de croix latine. Les baies se caractérisent par la présence de remplages en forme de fleur de lys[62]. Elle possède aussi sa fontaine de dévotion à proximité[63]

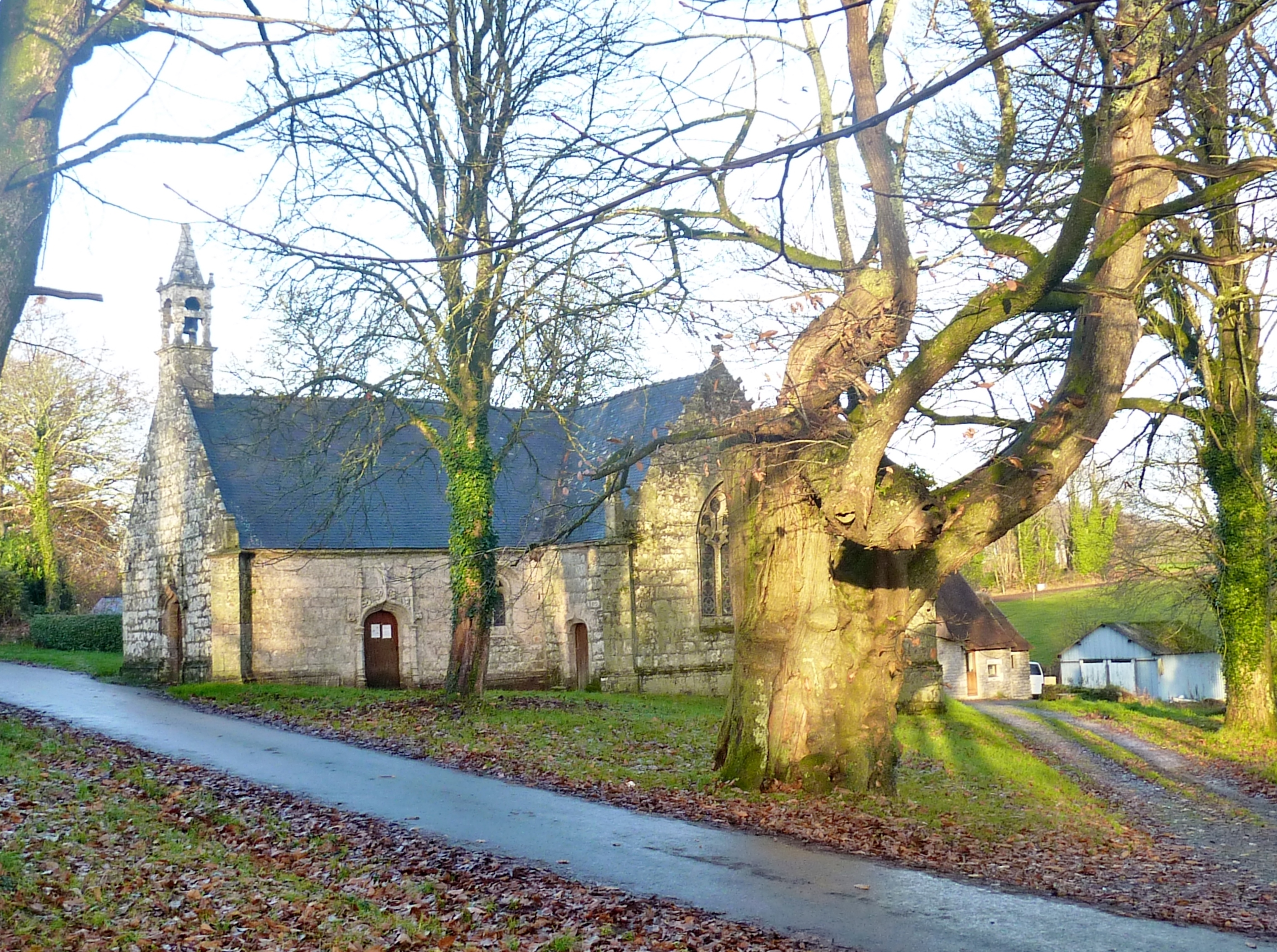
La chapelle de Saint-Éloi (chapelle Notre-Dame-de-la-Clarté) : vue extérieure d'ensemble.
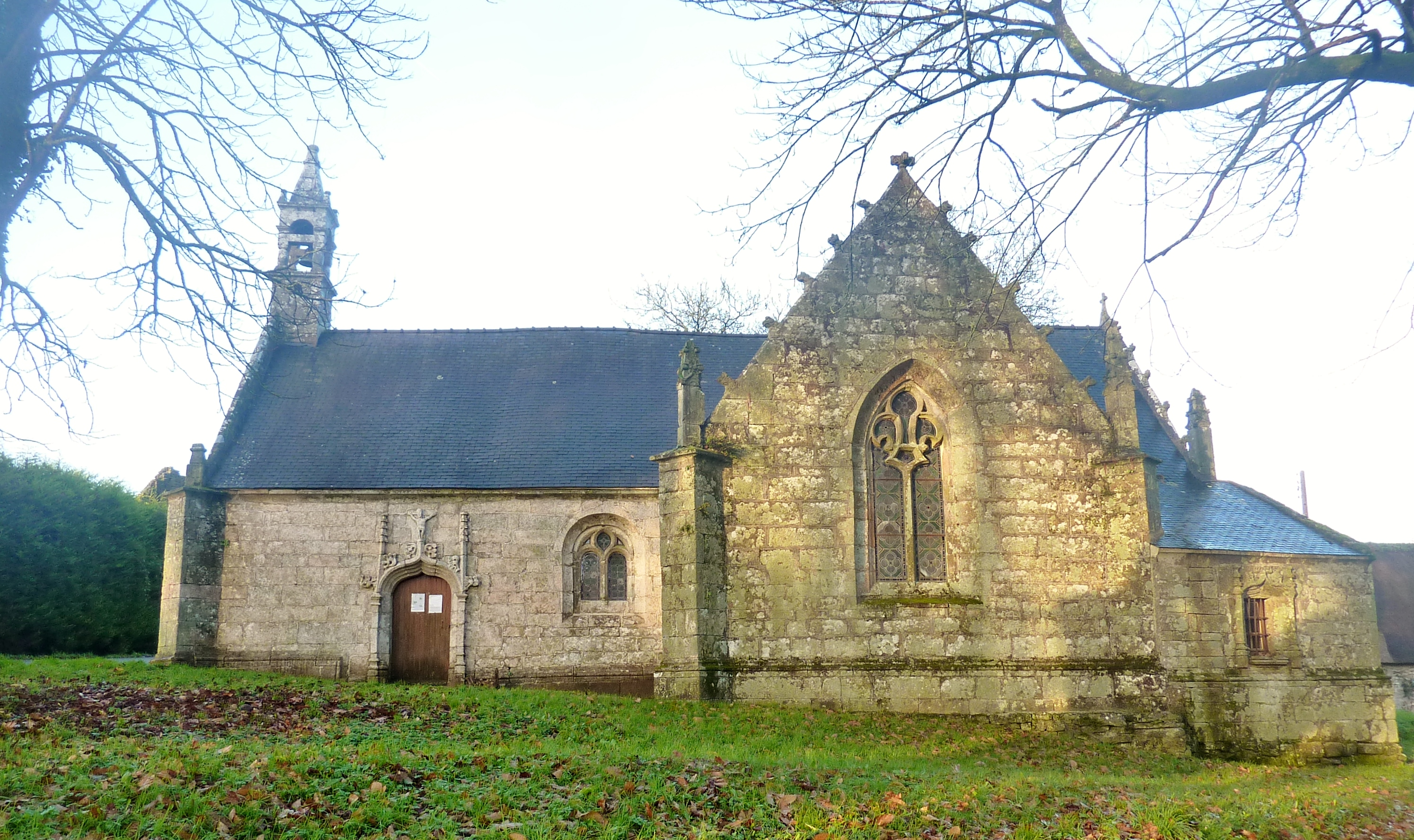
La chapelle de Saint-Éloi (chapelle Notre-Dame-de-la-Clarté) : vue extérieure plus rapprochée.
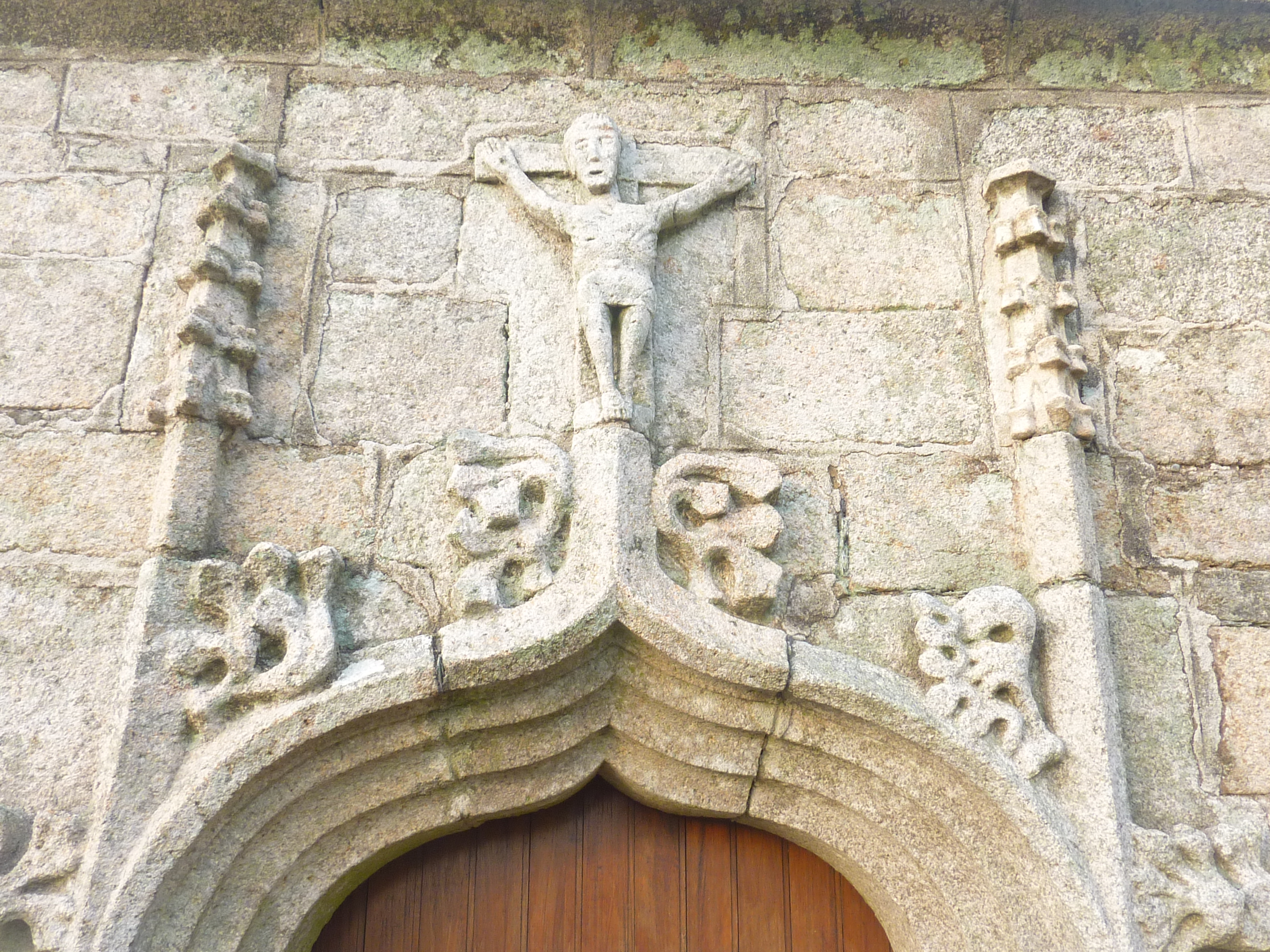
La chapelle de Saint-Éloi (chapelle Notre-Dame-de-la-Clarté) : porte sud (pilastres et Christ en croix).

- Chapelle Saint-Julien, construite au XVIe siècle par le seigneur de Ti-Meur ; elle conserve deux statues du XVIe siècle, l'une de saint Maodez, l'autre d'un moine. L'appentis situé au nord et le clocher datent de 1811 ; l'ensemble a été restauré à la fin du XIXe siècle et des statues de saint Julien et saint Eler ajoutées. Une autre restauration est survenue en 1986[64]. On priait saint Julien (il existe plusieurs saint Julien, et on ignore lequel est précisément honoré dans cette chapelle) pour guérir les enfants qui marchaient tardivement et, à partir de 1880, un pardon des chevaux, qui regroupa certaines années jusqu'à mille chevaux, y fut organisé (les chevaux venaient en procession depuis le bourg). La dévotion à saint Eler (saint Alor), confondu avec saint Éloi s'explique aussi probablement par une confusion avec saint Julien car ce dernier est souvent représenté sur un cheval. Selon une légende, la chapelle aurait été construite par saint Julien, qui aurait vécu en ermite dans le bois de Ti Meur qui aurait lancé une pierre du haut d'un chaos rocheux où il avait l'habitude de prier ; la chapelle aurait été construite à l'endroit où la pierre se serait arrêtée lors de sa chute. Une fontaine de dévotion existe à proximité.

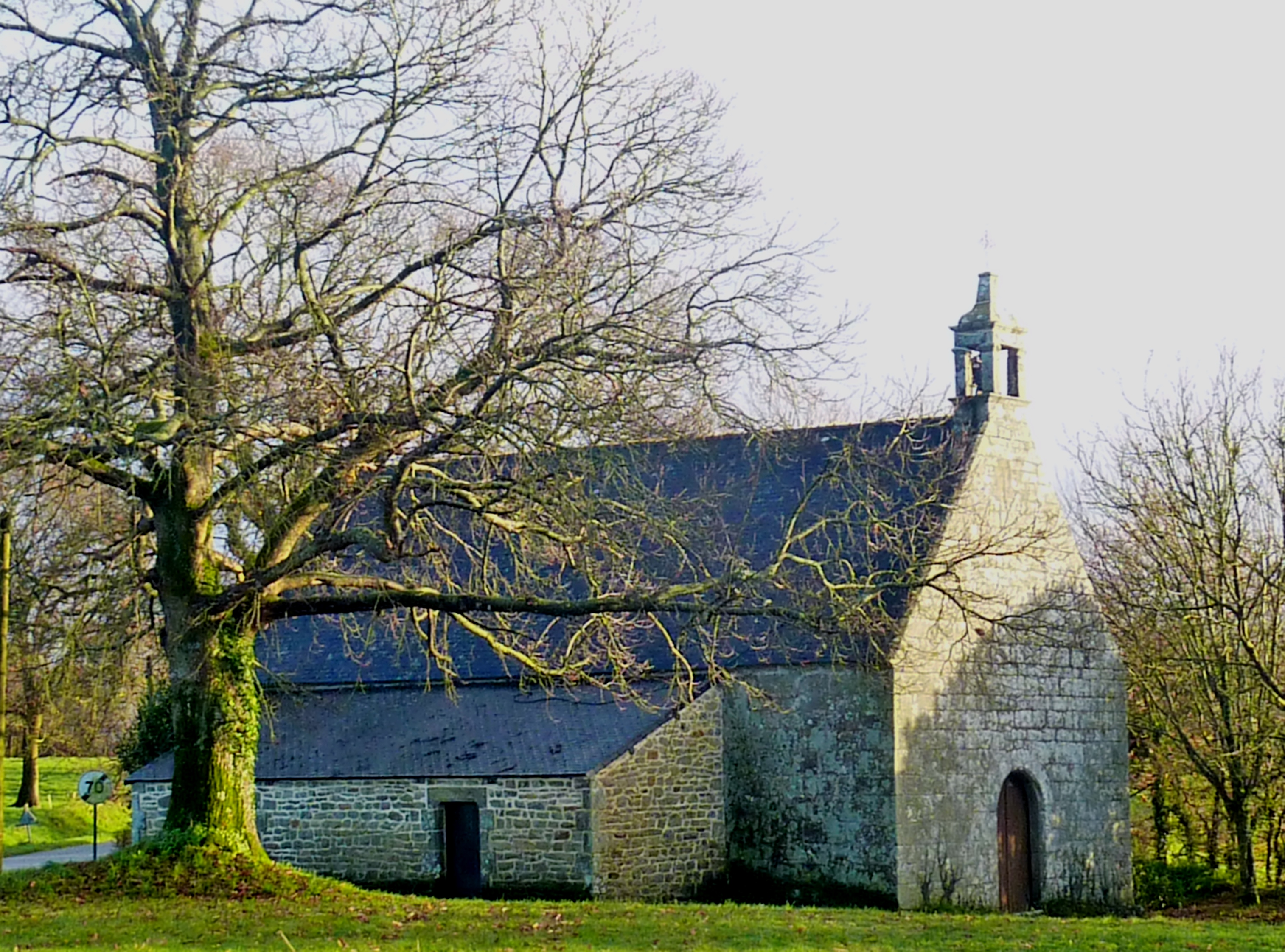
La chapelle Saint-Julien, vue extérieure d'ensemble.
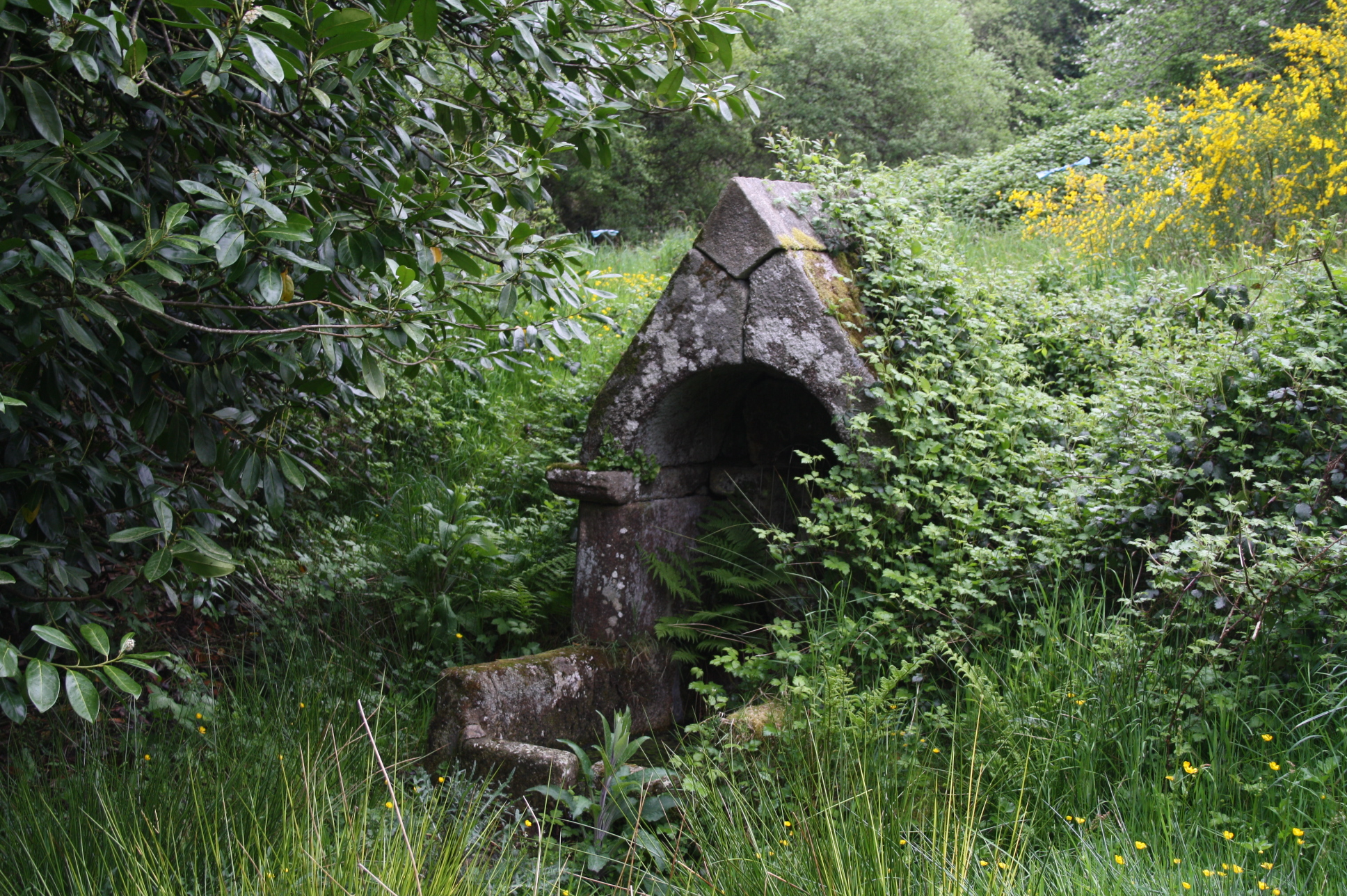
La fontaine de dévotion de Saint-Julien.

- La croix du cimetière, aussi monument aux morts, date de 1921[65].
- La croix de Kergroas [Kergroaz], croix monumentale en kersantite datant de 1910[66].

### Maisons et autres établissements
- Les moulins de Kerloas, de Stanc [Stang][67] et de Kerlégan[68].
- La maison de forgeron de Kerloquet[69].
- L'ancien presbytère, qui date pour partie du XVIe siècle[70] et l'ancien maison de prêtre de Saint-Coal[71], qui laisse supposer l'existence d'une chapelle (disparue) dans ce hameau.
- Plusieurs écarts présentent des bâtiments très anciens, parfois en ruines : par exemple le hameau de Kerriot[72] ; le hameau de Saint-Éloi, autour de sa chapelle éponyme[73].
- Plusieurs fermes[74] présentent un intérêt architectural : la ferme de Kerlégan (ancien manoir de "Kerhalleguen" appartenant à Jehan des Portes, noble, en 1427)[75] ; celle de Keriouarc'h (elle date de la seconde moitié du XVIIe siècle)[76] ; celle de Kervran (son logis principal date de 1571)[77]; celle de Ménégal[78] ; celle de Kervinel (un ancien manoir datant du XVe siècle)[79] ; celle du Sac'h (propriété de la famille de Raismes au XIXe siècle)[80] ; celle de Saint-Coal (qui date du XVIIe siècle)[81] ; etc..
- L'école communale, construite en 1894 d'après des plans de Joseph Bigot[82] et l'ancienne école privée de Kergroaz, construite en 1894[83].

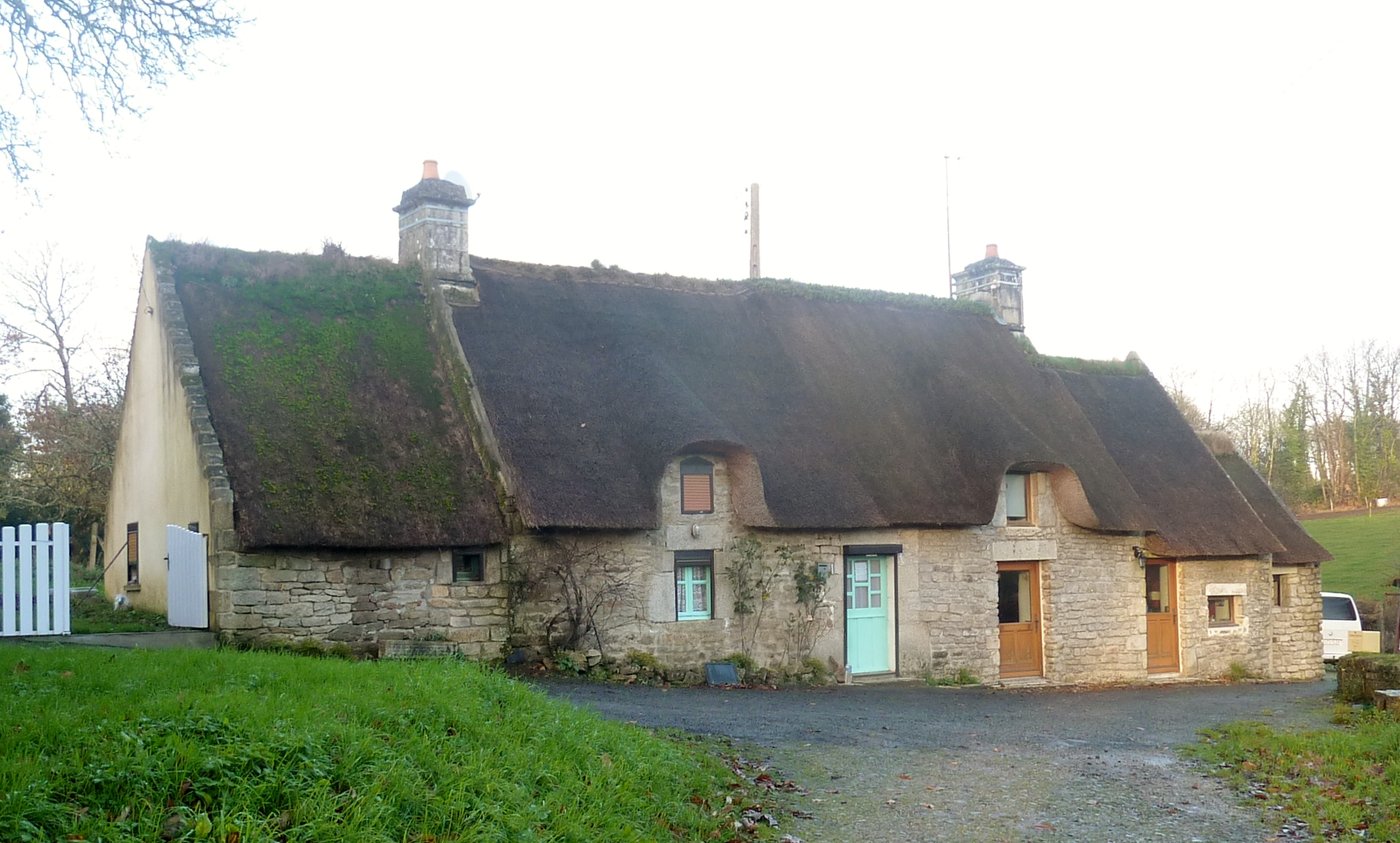
Ancienne ferme rénovée, à toit de chaume, près de la chapelle de Saint-Éloi.
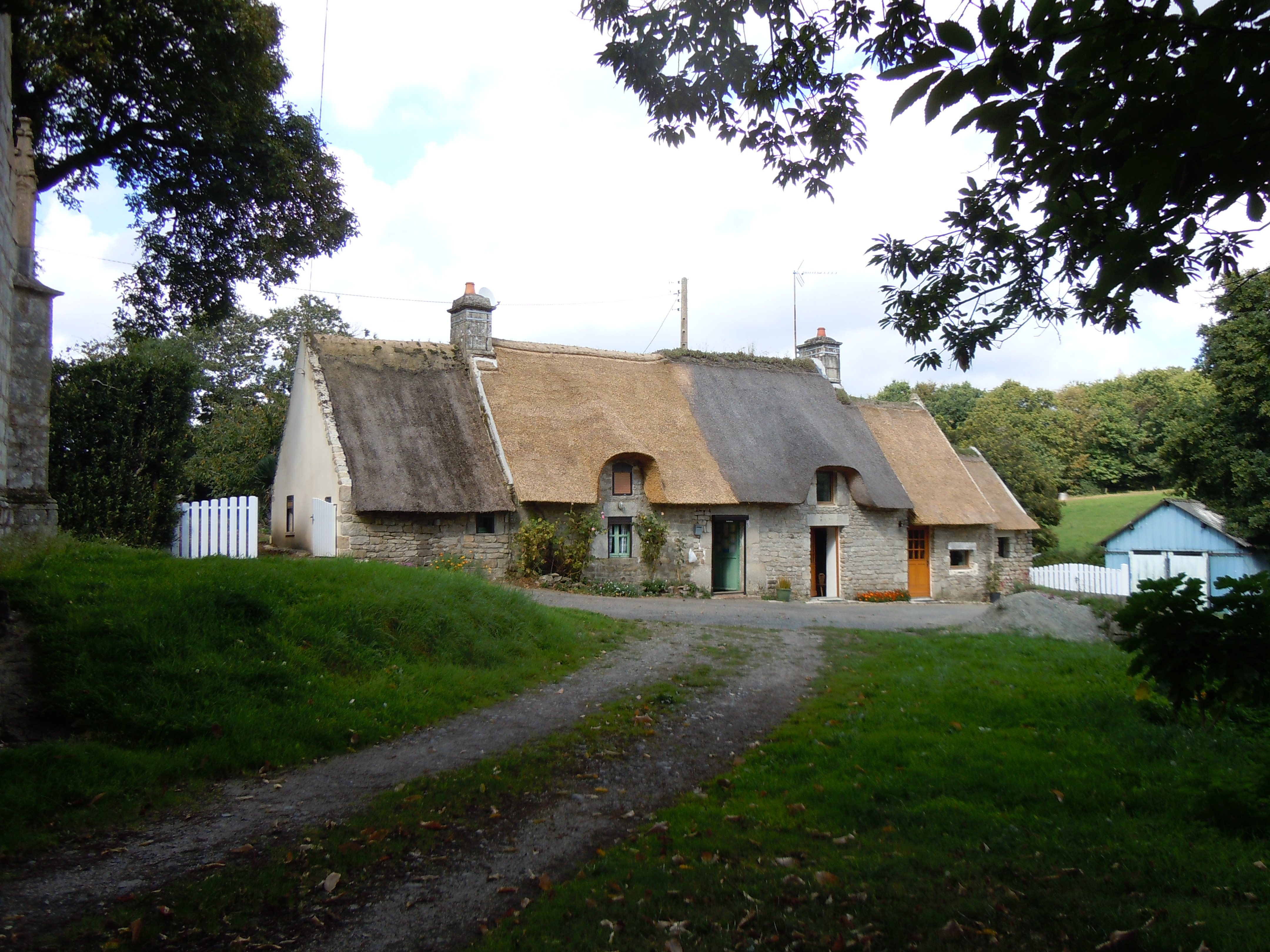
La même ferme rénovée du village de Saint-Éloi mais avec une couverture de chaume différente (photo prise à une date antérieure).
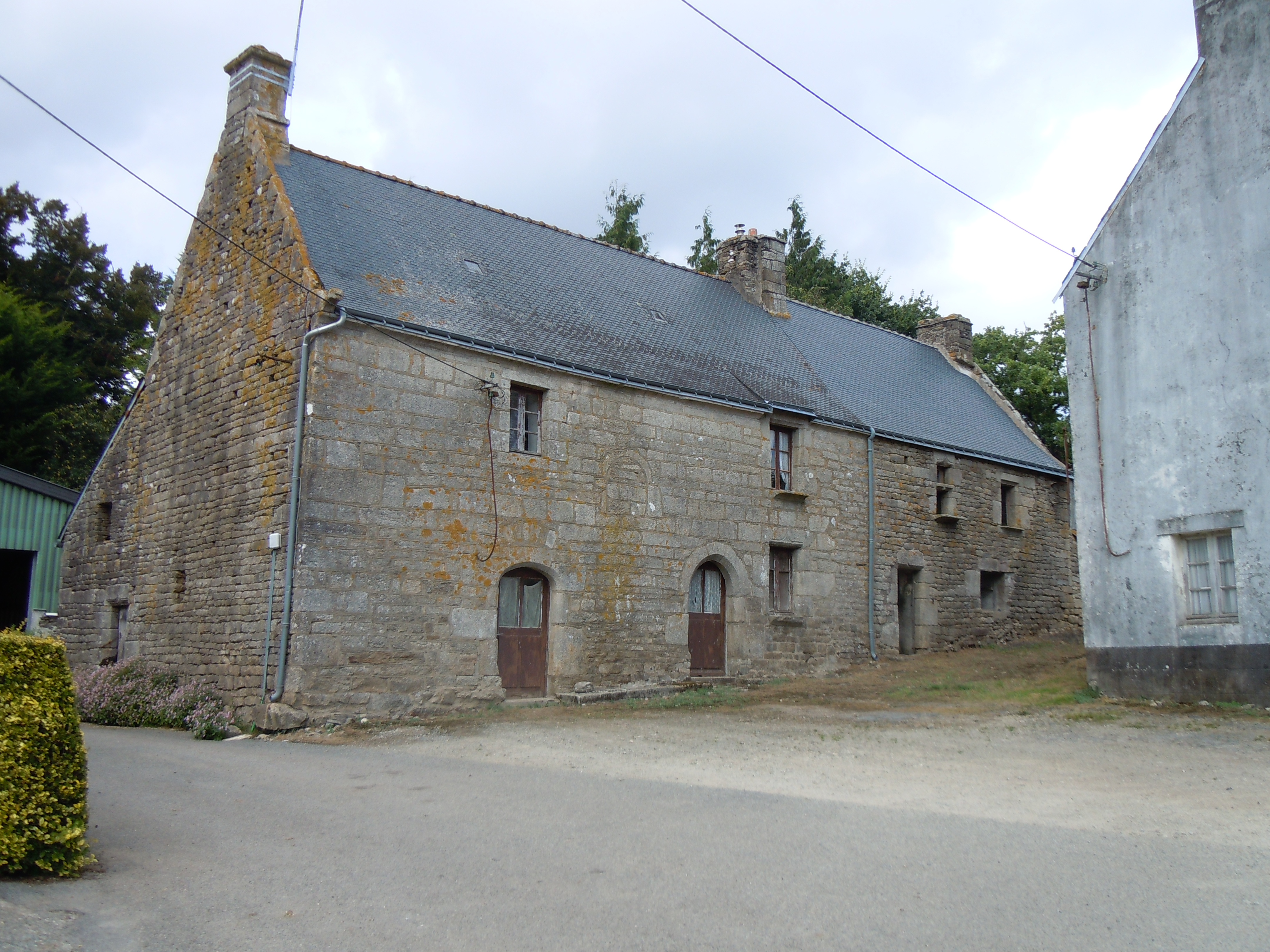
Ferme et ancienne maison de prêtre situées dans le village de Saint-Coal.

## Festival
- Le "Festival des Rias"[84] est un festival de théâtre de rue et spectacles divers organisé dans différents communes du Pays de Quimperlé, dont Guilligomarc'h.

Une affiche avec la programmation du dernier jour de l'édition 2021 du Festival des Rias, sur un grand panneau noir, à proximité de l'église de Guilligomarc'h.
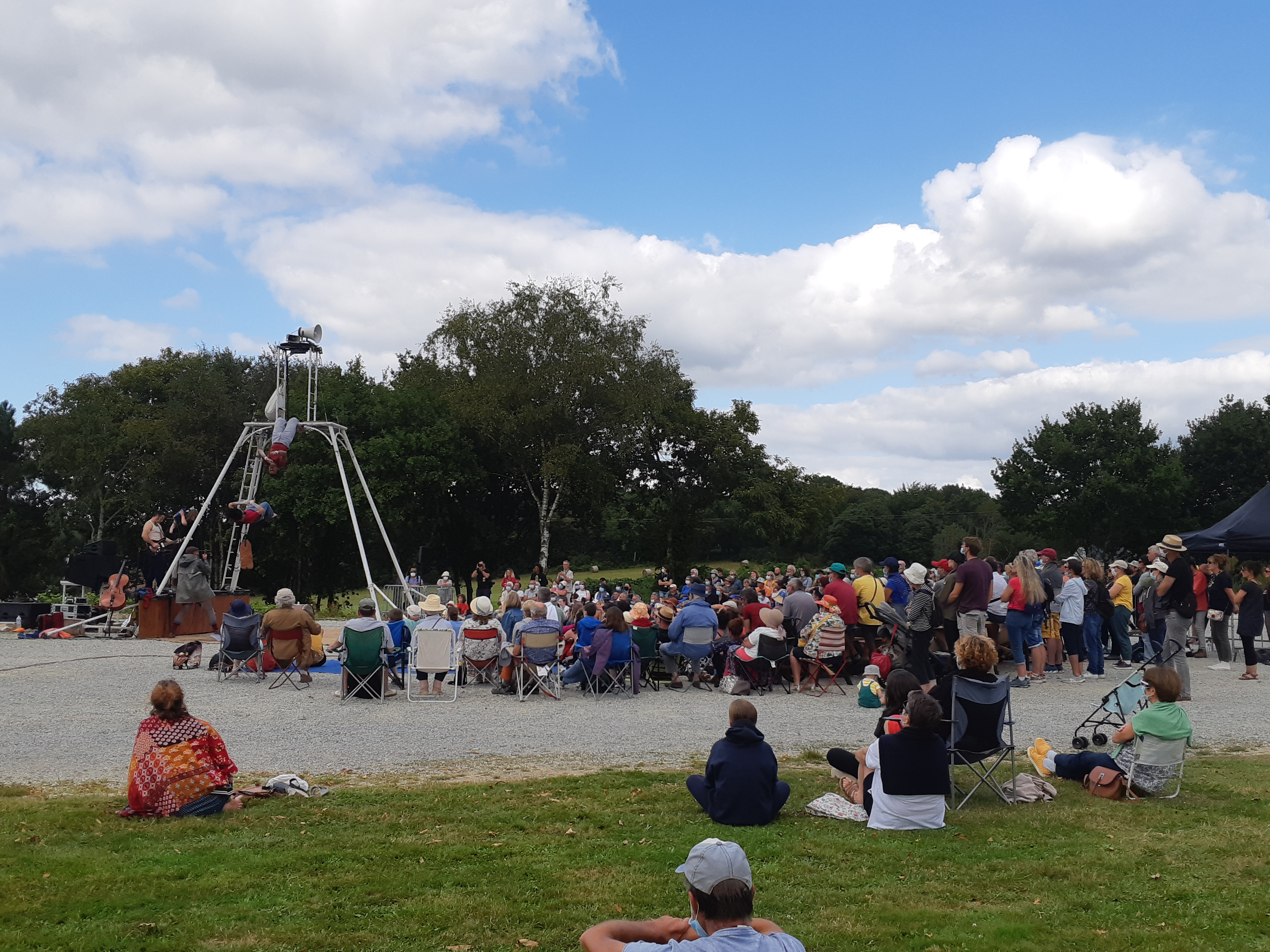
Des spectateurs qui assistent à une représentation de "Maison Feu" par Xav to Yilo au Festival des Rias 2021, sur le parking du stade de Guilligomarc'h.

## Légende
- Les Roches du diable : Saint Guénolé serait arrivé dans ce pays où Satan régnait en maître. Il fonda la paroisse qui porte son nom (Locunolé) et chaque jour les conversions devinrent plus nombreuses. Un jour que Guénolé se promenait au bord de l'Ellé, le diable lui lança à la tête d'énormes blocs de rochers. D'un large signe de croix Guénolé détourna le danger et, depuis, les rochers sont là, sur la rive. Un rocher porterait les traces des griffes du diable et un trou dangereux dans le lit de l'Ellé est dénommé "trou du diable".